# Eishockey im Harz

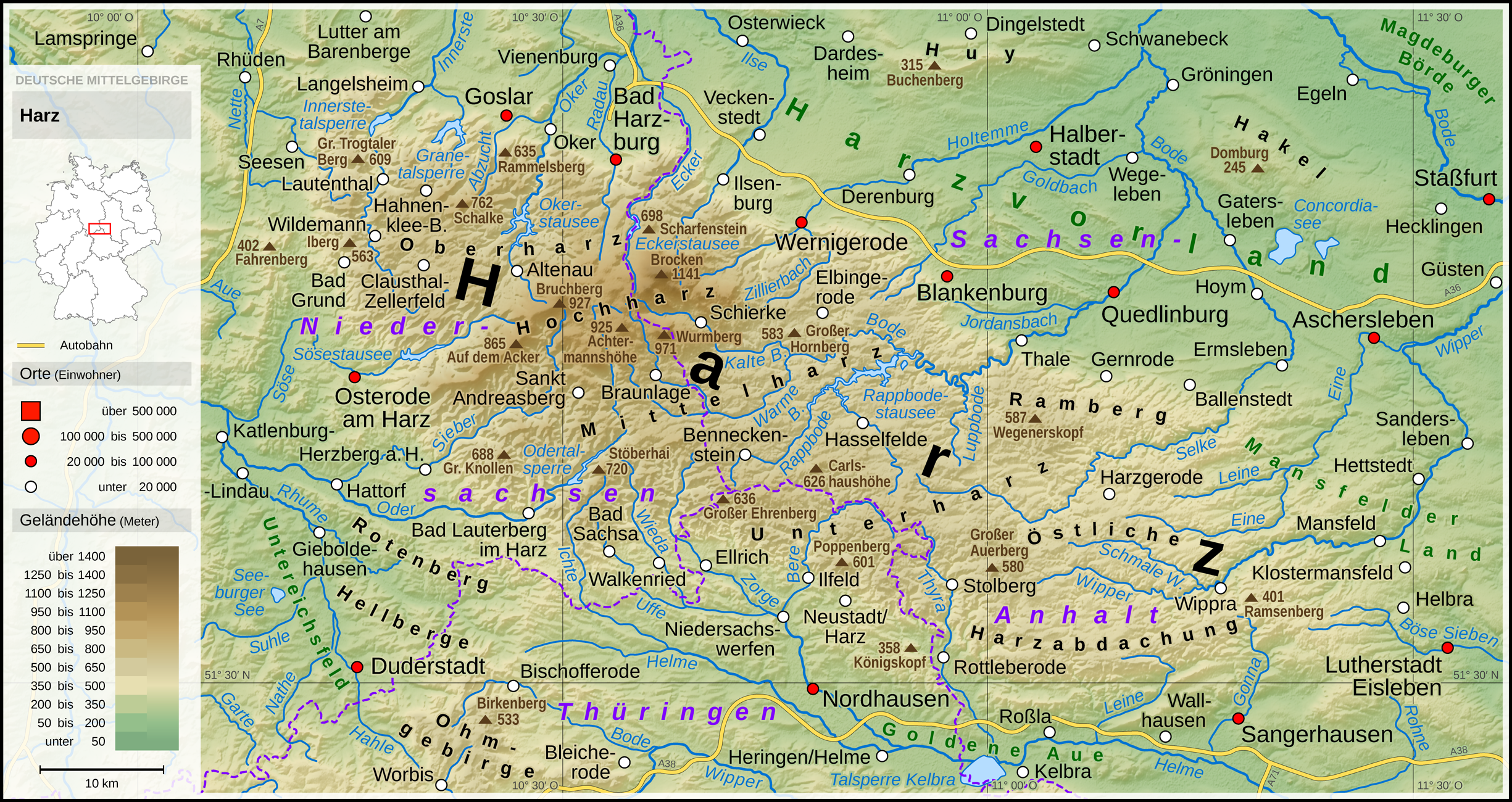
Der Harz

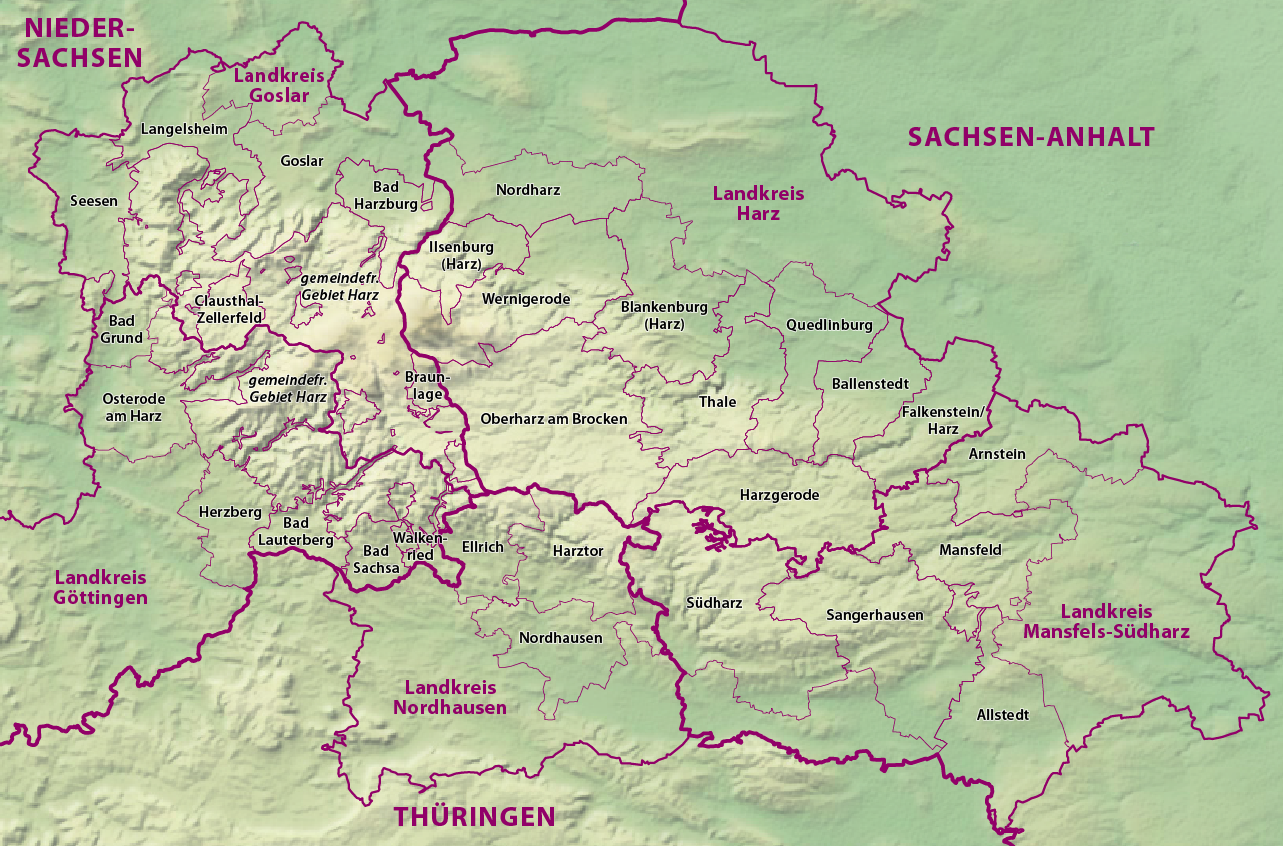
Administrative Gliederung des Harzes

Eishockey im Harz hat eine lange Tradition und wurde seit Beginn des 20. Jahrhunderts an einer Vielzahl von Orten in der Region gespielt. Der Harz zählt zu den ersten Wintersportregionen Deutschlands und somit auch zu den ersten Regionen, in denen Eishockey gespielt wurde, in den Oberharzer Wintersportorten Schierke und Braunlage bereits vor dem Ersten Weltkrieg. Die Entwicklung des Eishockeysports im Gebiet des Harzes weist gemeinsame, aber auch – insbesondere durch die deutsche Teilung 1945 bis 1990 – getrennt voneinander verlaufende Entwicklungen auf.

## Geschichte des Eishockeysports im Harz
Da der Harz weder kulturräumlich, noch administrativ eine eindeutige Abgrenzung hat, wird die Betrachtung des Eishockeysports im Harz in etwa auf den Bereich bezogen, der durch die vom Harzer Tourismusverband präsentierten Urlaubsorte abgegrenzt wird. Der Betrachtungsraum umfasst somit ein Gebiet, welches von einer gedachten Linie zwischen den Orten Hornburg, Lamspringe, Kalefeld, Duderstadt, Kelbra, Lutherstadt Eisleben, Aschersleben, Seeland, Halberstadt und schließlich wieder Hornburg eingekreist wird. Es erstreckt sich auf Teile der niedersächsischen Landkreise Goslar und Göttingen, den thüringischen Landkreis Nordhausen sowie die sachsen-anhaltischen Landkreise Mansfeld-Südharz, Salzlandkreis und Harz.

### Ende des 19. Jahrhunderts bis 1910: Anfänge des Ski- und Eissports im Harz
Der Harz gehört aufgrund seiner naturräumlichen Voraussetzungen zu den Wintersportregionen Deutschlands. Der Winter 1883/84 markiert Beginn des Skilaufs im Harz, als sich Oberförster Ulrichs, Braunlage, als erster im Harz Skier anfertigen ließ, die vom Stellmacher Gustav Schlösser in Braunlage hergestellt wurden.
In Braunlage gründete sich 1892 der erste Skiklub. Im Jahr 1896 wurde auf dem Brocken der Oberharzer Skiklub gegründet, mehrere Ortsgruppen gründeten sich in den Folgejahren (z. B. in Schierke).
Die Skiklubs veranstalteten Harzer Winterfeste in verschiedenen Orten, die jährlich stattfanden, sofern es die Wetterverhältnisse zuließen. Das 1. Harzer Winterfest fand 1896 in Sankt Andreasberg statt. Zunächst standen Skiwettbewerbe wie Skilanglauf und Sprunglauf auf dem Programm, später kamen Sport- und Rodelschlittenfahren hinzu, ergänzt um künstlerische und kulturelle Programmpunkte. Neben Sportlern aus Harzorten wie Braunlage, Sankt Andreasberg oder Hahnenklee kamen die Teilnehmer an den Sportwettkämpfen im Rahmen der Winterfeste aus dem gesamten norddeutschen Raum. So verzeichnete das 8. Winterfest 1906 in Sankt Andreasberg Gäste und Teilnehmer aus Hannover, Bremen, Hamburg, Magdeburg und Berlin.
Bereits um die Jahrhundertwende war der Harz somit beliebtes Wintersportgebiet für die Bewohner norddeutscher Großstädte, und in den Tageszeitungen wurde regelmäßig über die Schnee- und Wintersportverhältnisse im Harz berichtet. Zudem wurde von Harzer Gastronomen in den Großstädten auch aktiv Werbung für den Winteraufenthalt im Harz betrieben. So ließ beispielsweise der Schierker Hotelbesitzer Otto Hartmann Fotos vom winterlichen Schierke mit Schlittenpartien anfertigen, die er zu einer im Juli 1906 veranstalteten Fotoausstellung in Berlin sendete und die dort ausgestellt wurden.
Im Jahr 1910 bestanden im gesamten Harz fünf Wintersportverbände: Oberharzer Skiklub, Harzer Wintersportverband in der Grafschaft Wernigerode, Südharzer Wintersportverband und Wintersportverein Sankt Andreasberg. Bestrebungen im November 1910 zum Zusammenschluss dieser Verbände scheitern jedoch.
Ein solcher Zusammenschluss hätte vor allem solche Sportarten gefördert, die bis dahin wenig beachtet wurden, wie beispielsweise den Eissport, der zu den viel älteren Wintersportarten als der Skilauf gehört. So wurde auf zugefrorenen Teichen schon seit langem Schlittschuh gelaufen. Für Wernigerode finden sich erste Hinweise aus dem Jahr 1800 und bereits 1888 wurde eine künstliche Eisbahn im Kurhaus-Garten angelegt. Für Schierke werden 1909 die großen überschwemmten Schluftwiesen als Schlittschuhbahn angegeben. In Braunlage wurde die erste Eisbahn um das Jahr 1910 von der Gemeinde Braunlage errichtet.

### 1910 bis 1918: Beginn des Eishockeysports im Oberharz
Genauere Aufzeichnungen über den Beginn des Eishockeysports im Harz liegen nicht vor. Aufgrund der naturräumlichen Voraussetzungen ist davon auszugehen, dass bereits Ende des 19. Jahrhunderts dem „Hockey auf Eis“ als Freizeitbeschäftigung auf zugefrorenen Teichen nachgeeifert wurde. Gebogene Äste dienten als Schläger, Bälle oder Holzscheiben als Puck und die seit Mitte des 19. Jahrhunderts verfügbaren Stahlkufen zum Umschnallen als Schlittschuhe. Zunächst wurde ab den 1890er-Jahren in Deutschland vor allem Bandy gespielt, bevor es kurz nach der Jahrhundertwende zunehmend vom Eishockey nach kanadischen Regeln abgelöst wurde. Die Kunde von der Spielweise und den Regeln der neuen Mannschaftssportart dürfte die Harzregion über Erzählungen, Berichte in Zeitungen und Illustrierten sowie über die Fachliteratur zügig erreicht haben.
Bedeutend für den Beginn des Eishockeysports im Harz waren zwei miteinander zusammenhängende Entwicklungen: zum einen der Ausbau der Infrastruktur für den Eissport in den Harzer Wintersportorten und zum anderen die zunehmende Anzahl an Winterurlaubern und Wintersportlern aus den Großstädten, insbesondere aus Berlin, die im Harz selbst Wintersport betrieben oder Wintersport-Wettkämpfen als Zuschauer beiwohnten.
Eine wichtige Rolle für die Verbreitung des Eishockeysports im Harz spielten Berliner Vereine. In Berlin wurde bereits seit 1897 Eishockey gespielt. Dort dauerte es nur wenige Jahre, bis die ersten Berliner Stadtmeisterschaften ausgespielt wurden. 1910 nahmen bereits zehn Teams an der Stadtliga teil. Für die Berliner war der Harz die nächstgelegene Wintersportregion, so dass die Durchführung von Wintersportveranstaltungen mit der Beteiligung Berliner Vereine attraktiv erschien.
Im September 1910 wurde auf Initiative des Hoteliers Otto Hartmann mit dem Bau eines großen Eisplatzes auf dem Grundstück des Kurhauses und Hotels Fürstenhöh begonnen. Im November 1910 hatte der kurz zuvor gegründete Eishockey- und Skeleton-Club Schierke den Eisplatz als Clubbahn ernannt. Die Eisfläche wurde mit 40 × 80 Metern Größe so dimensioniert, dass sie die richtige Größe für Eishockeyspiele nach kanadischen Regeln hatte.

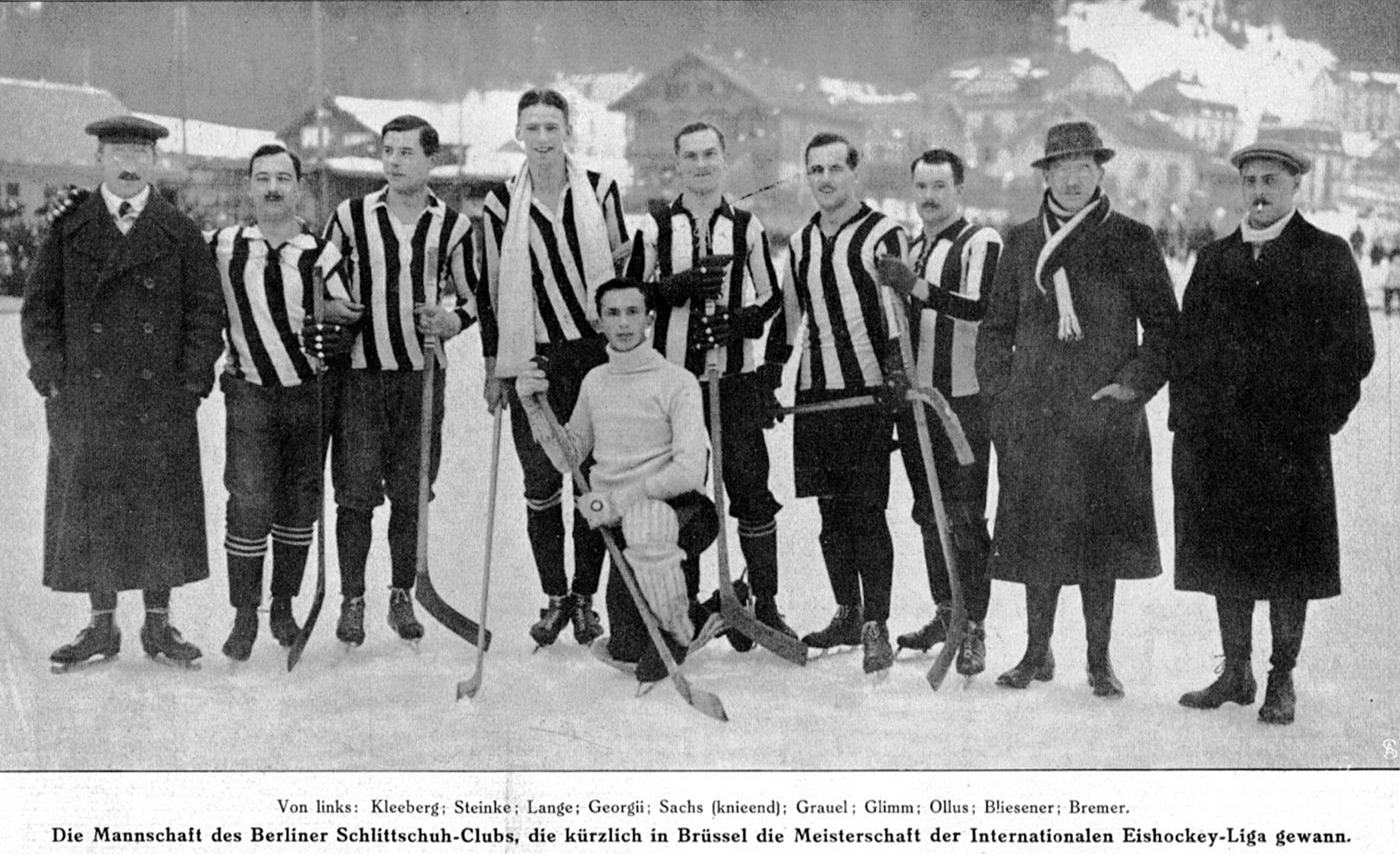
Eishockeymannschaft des Berliner Schlittschuhclubs, (1912): Der BSchC war 1911 am ersten Eishockeyspiel im Harz beteiligt.

Zur Einweihung des neuen Eisplatzes lud der Eishockey- und Skeleton-Club zu einem Eis- und Rodelfest für den 29. Januar 1911 ein, musste das Fest jedoch wegen einsetzendem Tauwetter um eine Woche verschieben. Am 5. Februar 1911 fand in Schierke das erste Eishockeyspiel im Harz statt. Ausgetragen wurde das Spiel von den beiden Berliner Eishockeymannschaften des Berliner Schlittschuhclubs und des Berliner Fußballklubs Preußen, das vom Schlittschuhclub mit 8:4 gewonnen wurde. Es war die Neuauflage des zweiten Endspiels um die Berliner Eishockeymeisterschaft, bei dem sich der BFC Preußen einige Wochen zuvor am 16. Dezember 1910 gegen den Schlittschuhclub mit 2:1 durchgesetzt hatte.
Im benachbarten Braunlage hatten die Winterfeste bereits eine etwas längere Tradition, wenngleich der Eissport zunächst keine Rolle spielte. Von 1908 bis 1909 wurde auf einem Wiesengelände im Bereich des heutigen Kurparks der Gondelteich angelegt, auf dem im Winter Schlittschuh gelaufen, Eishockey gespielt und Eisstockschießen betrieben wurde. Berliner Eislaufvereine führten ab dem Jahr 1909 „Kunst- und Schnellauf-Konkurrenzen“ durch. In den Jahren 1911 bis 1913 erfolgte die Anlage einer Eisbahn durch die Gemeinde Braunlage.

Kurteich im Bereich des ehemaligen Gondelteichs: erste Eishockeyspielstätte in Braunlage

Der erste Hinweis auf eine geplante Eishockeyveranstaltung in Braunlage ist auf den 2. Februar 1913 datiert, als der Berliner Eislauf-Verein von 1886 in Braunlage die Ausrichtung einer Klubmeisterschaft in den Disziplinen Eisschnelllauf und Eishockey geplant hatte. Aufgrund starken Schneefalls musste die Veranstaltung jedoch abgesagt werden. Auch wenn dieses Spiel nicht stattfand, bleibt festzuhalten, dass es – wie auch in Schierke – Berliner waren, die den Eishockeysport nach Braunlage zu bringen gedachten.
Im Jahr 1913 veröffentlichte der Deutsche Eislauf-Verband – wie auch schon 1912 – in der offiziellen Verbandszeitschrift Deutscher Wintersport die Ausschreibung zur Durchführung einer deutschen Eishockeymeisterschaft: „Die Meisterschaft des Deutschen Eislauf-Verbandes im Eishockey um den Staatspreis des Kultusministers ist offen für alle Amateurmannschaften aller dem DEV angehörenden Vereine. Es wird nach kanadischen Regeln und mit der Scheibe gespielt. Der Sieger trägt den Titel Meister des DEV im Eishockey […].“. Die Ausrichtung dieser zweiten deutschen Eishockeymeisterschaft war für den 19. Januar 1913 in Schierke vorgesehen. Aufgrund eines Wärmeeinbruchs musste die Meisterschaft abgesagt werden. So spielten nur der Berliner Schlittschuhclub und der SC Charlottenburg um einen Preis der Kurverwaltung. In dem Spiel, das als Qualifikationsspiel für die Meisterschaft angesehen wurde, siegte der BSchC gegen den SCC in Schierke mit 5:3.
Im Januar und Februar 1914 standen erneut Wintersportfeste an, wobei nun auch in Braunlage Eislauf aufgenommen wurde, der Berliner Eislaufverein 1886 seine Teilnahme aber absagte. Das Wintersportfest in Schierke sah Wettkämpfe in Ski, Bob, Rodel und Eislauf, aber nicht Eishockey vor.
Die weitere Entwicklung des Harzer Winter- und Eishockeysports kam durch den Ausbruch des Ersten Weltkriegs 1914 vorerst zum Erliegen.

### 1918 bis 1945: Etablierung des Eishockeys im Oberharz
Nach dem Ende des Ersten Weltkriegs kam das Eishockey im Oberharz nur langsam wieder in Gang. Für das Jahr 1919 ist ein Eishockeyfoto datiert, das eine Spielszene aus Braunlage zeigt. In Schierke wurde ab 1920 wieder Eishockey gespielt. Für die 1920er-Jahre, in denen Deutschland von 1920 bis 1926 aus der internationalen Eishockey-Liga ausgeschlossen war, existieren insgesamt jedoch nur wenige Hinweise auf einen Eishockey-Spielbetrieb im Harz. Zwar war das Schierker Eisstadion in Betrieb und der Braunlager Stadtplan aus dem Jahr 1920 verzeichnet Sportteich und Eisbahn, die zwei Jahre später von der Gemeinde als „Natur-Eisbahn Kollieteich“ beworben wurde. Das Wintersportprogramm 1925/26 wies Wett- und Hindernisrodeln, Sprunglauf, Fuchsjagd auf Schneeschuhen, Geländelauf und Skijöring als Wettbewerbe aus, jedoch kein Eishockey. Dies mag am Fehlen der notwendigen Anzahl von Spielern und der Ausrüstung gelegen haben. So wurde beispielsweise im Jahr 1928 der Erlös einer Tombola im Hotel Waldfrieden in Schierke in Höhe von 950,00 Reichsmark für eine neue Ausrüstung der Eishockeyspieler verwendet.
In den 1930er-Jahren erfährt der Eishockeysport im Harz – wie auch in anderen Regionen in Deutschland – einen deutlichen Auftrieb. Braunlage und Schierke zählten neben Oberhof (Thüringer Wald), Feldberg (Schwarzwald), Schreiberhau und Krummhübel (Riesengebirge) sowie den oberbayerischen Gemeinden Garmisch und Partenkirchen in jenen Jahren zu den bedeutendsten deutschen Wintersportorten. Ein für den Wintersport und insbesondere für das Eishockey im Harz bedeutender Schritt waren die gemeinsamen Aktivitäten der Wintersportorte Braunlage und Schierke zu Beginn der 1930er-Jahre. Beim Deutschen Skiverband bewarben sich beide Orte gemeinsam um die Durchführung einer deutschen Meisterschaft und im November 1932 beim Olympiaausschuss in Berlin um die Austragung der Olympischen Winterspiele 1936. Am 7. und 8. Januar 1933 besichtigte die Prüfungskommission Braunlage und Schierke, bevor sie die anderen Bewerberstädte besuchte. Letztlich wurden die Olympischen Winterspiele nach Garmisch-Partenkirchen vergeben, aber die Ausrichtung der Deutschen Winterkampfspiele vom 26. Januar bis zum 4. Februar 1934 wurde Braunlage und Schierke zugesprochen. Braunlage war Austragungsort für die Sprungläufe, Eisschnelllauf über 500 und 10.000 Meter, Eiskunstlauf und Eisstockschießen, während in Schierke Damen-Slalom, Rennrodeln, Bobrennen mit Zweier- und Viererbobs sowie der Eishockeywettbewerb ausgetragen wurden.
Der Eishockeywettbewerb während der Winterkampfspiele galt zugleich als Deutsche Meisterschaft 1934. Mit 15 gemeldeten Mannschaften erschienen deutlich mehr Teams in Schierke als ursprünglich erwartet. Da nur drei Tage für die Ausrichtung zur Verfügung standen, wurde die Meisterschaft kurzerhand im K.O.-System ausgetragen. In der ersten Runde war der SV Schierke gegen des SC Rießersee chancenlos und verlor mit 0:21. In der Trostrunde traten die Schierker gegen den Berliner HC an und verloren auch dieses Spiel, allerdings nur knapp mit 0:2. Im Finale in Schierke besiegte der SC Brandenburg Berlin den favorisierten SC Riessersee mit 2:1. Es ist anzunehmen, dass die Austragung der Deutschen Eishockeymeisterschaft 1934 in Schierke zu einer Popularitätssteigerung des Sports beigetragen und zu weiteren Nacheiferern im Harz geführt haben dürfte, was sich für die Folgejahre anhand verschiedener Fotos mit Eishockeyszenen aus Schierke und Braunlage nachweisen lässt. Darüber hinaus nahmen auch andere Harzorte bei ihren alljährlich stattfindenden Wintersportwochen Eishockey mit ins Programm, beispielsweise Hahnenklee-Bockswiese in der Weihnachtssportwoche ab dem 22. Dezember 1937.

### 1945 bis 1970: Getrennte Wege auf Natureis
Nach der Kapitulation der Wehrmacht im Mai 1945 verboten die Alliierten im Oktober 1945 mit dem Kontrollratsgesetz Nr. 2 sämtliche nationalsozialistischen Sportorganisationen und damit auch die ihnen angeschlossenen Sportvereine. Eine Ausübung von organisiertem Sport jeglicher Art war somit zunächst nahezu unmöglich. Erst im Dezember 1945 erlaubte der Alliierte Kontrollrat die Neugründung von Sportorganen auf demokratischer Basis in den Besatzungszonen. Da der Harz zu einem Teil in der britischen und zum anderen Teil in der sowjetischen Besatzungszone lag, muss der Eishockeysport im Harz bis zum Beginn der 1990er-Jahre getrennt voneinander betrachtet werden. Während in der Bundesrepublik Deutschland bereits nach kurzer Zeit Vereine und selbstständig organisierter Freizeitsport wieder zugelassen wurden, sollte in der Deutschen Demokratischen Republik ein staatlich gelenktes Leistungssportsystem nach sowjetischem Vorbild aufgebaut werden.
Nach 1945 erfuhr der Eishockeysport im Harz eine Popularitätssteigerung, in dessen Folge sich in weiten Teilen des Harzes Eishockeyteams formierten. Insbesondere die 1950er-Jahre erlebten eine große Zahl an Mannschaften, die am Spielbetrieb teilnahmen. Im Ostharz waren in diesen Jahren Eishockeyteams in Allstedt, Aschersleben, Ballenstedt, Benneckenstein, Helbra, Hettstedt, Ilsenburg, Nordhausen und Schierke aktiv, im Westharz in Bad Sachsa, Braunlage, Clausthal-Zellerfeld und Hahnenklee. Sowohl im Ostharz, als auch im Westharz wurde der organisierte Eishockeysport in den 1950er- und 1960er-Jahren ausschließlich auf Natureis ausgeübt, was einen hohen personellen und organisatorischen Aufwand und außerdem eine hohe Witterungsabhängigkeit bedeutete. Im Laufe der 1960er-Jahre ging die Zahl der Teams sowohl im Ostharz, als auch im Westharz zurück.

#### Ostharz: Betriebssportgemeinschaften im Ligensystem der DDR
Von der Sozialistischen Einheitspartei Deutschlands (SED) wurde eine komplette Kontrolle des Sports angestrebt. Dies wurde am 1. Oktober 1948 durch die Gründung des Deutschen Sportausschusses eingeleitet, dessen Träger die beiden SED-Organe Freie Deutsche Jugend (FDJ) und Freier Deutscher Gewerkschaftsbund (FDGB) waren und die politisch-ideologische Basis der Sportorganisation bilden sollten. In der Folge wurden Betriebssportgemeinschaften (BSG) und Sportvereinigungen der Gewerkschaften gebildet und sportliche Betätigungen außerhalb dieser Betriebssportgemeinschaften waren ab jenem Zeitpunkt nicht mehr zulässig. In Schierke wurde daraufhin die Sportgemeinschaft (SG) Schierke gegründet, die später als BSG Einheit Schierke und schließlich als SG Dynamo Schierke den Eishockeysport in Schierke fortführte. In den ersten Jahren spielte Schierke noch um die Meisterschaft mit, danach lediglich im unterklassigen Eishockey.
1946 war nach dem Zweiten Weltkrieg in Schierke der Spielbetrieb wieder aufgenommen worden. Bei der ersten Ostzonenmeisterschaft im Februar 1949 konnte die SG Schierke am Turnier der Landesmeister in Oberhof teilnehmen. Neben Sachsen-Anhalt (SG Schierke) hatten Sachsen (SG Frankenhausen), Thüringen (SG Apolda) und Ost-Berlin (SG Grün-Weiß Pankow) Landesmeisterschaften ausgerichtet und die Sieger für die Endrunde gemeldet. Den ersten Titel errang die SG Frankenhausen, die SG Schierke belegte nach einem 0:6 im Halbfinale gegen Pankow und einem 2:5 im Spiel um Platz 3 den vierten Platz.
Neben Thüringen und Sachsen war Sachsen-Anhalt eines der drei Länder mit Wintersportregionen in der DDR. In allen drei Ländern sowie in Ostberlin wurden im Jahr der DDR-Gründung 1949/50 Landesmeisterschaften im Eishockey ausgetragen, damals ausschließlich auf Natureis. In Sachsen-Anhalt waren in jener Saison acht Mannschaften gemeldet worden, von denen mit Schierke, Ballenstedt, Ilsenburg und Aschersleben vier Teams aus dem Harzgebiet stammten. Die Mannschaften aus Ilsenburg, Aschersleben, Granschütz, Halle, Weißenfels und Merseburg trugen zunächst die Kreismeisterschaft aus. Granschütz und Halle gingen aus der Vorausscheidung als Bestplatzierte hervor und ermittelten zusammen mit den beiden erstplatzierten Teams des Vorjahres aus Schierke und Ballenstedt in einem Turnier Ende Januar 1950 den Landesmeister Sachsen-Anhalts. Im Endspiel setzte sich die SG Schierke mit 2:0 gegen Halle durch.

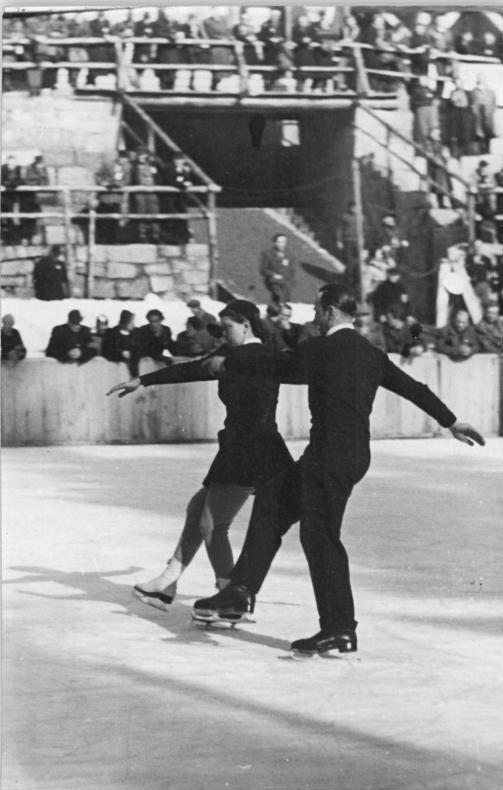
Eiskunstlauf während der 1. Wintersportmeisterschaft im Eisstadion Schierke, 1950

Im März 1950 fand das Meisterschaftsturnier im Rahmen der 1. Wintersportmeisterschaft in Schierke statt, in dessen Rahmen das Eisstadion in Schierke um zusätzliche Tribünen erweitert wurde und nun mehr als 10.000 Zuschauern Platz bot. Aus Berlin, Sachsen-Anhalt und Thüringen nahmen die Landesmeister teil, hinzu kamen die drei bestplatzierten Eishockeyteams aus Sachsen. Die SG Frankenhausen konnte ihren Titel verteidigen. Das entscheidende Spiel soll von rund 15.000 Zuschauern verfolgt worden sein. Schierke verlor in der 1. Runde mit 1:17 gegen die BSG Empor Berlin und in der Zwischenrunde mit 1:11 gegen die BSG Textil Crimmitschau und belegte in der Schlusswertung Platz 6.
Bei der DDR-Jugendmeisterschaft 1951, die am 27. und 28. Januar in Geising ausgetragen wurde, belegte die SG Schierke hinter der SG Frankenhausen und der BSG IG Holz Waldheim den 3. Platz. Vom 19. bis 21. Februar 1954 wurde die Jugendmeisterschaft der DDR im Eisstadion Schierke ausgetragen. Meister wurde die SG Dynamo Weißwasser vor der BSG Wismut Frankenhausen und der SG Geising.
Nachdem die ersten beiden DDR-Meisterschaften durch Turniere entschieden wurden, an denen die Landesmeister teilnahmen, wurde im September 1950 durch den Deutschen Sportausschuss der Beschluss zur Einführung einer Liga mit sechs Mannschaften gefasst. Der Teilnehmer aus Sachsen-Anhalt sollte in einem Qualifikationsturnier unter den drei Mannschaften BSG MAS Granschütz, BSG KWU Halle, sowie dem amtierenden Landesmeister, der SG Schierke ermittelt werden. Allerdings trat Schierke zu den Spielen nicht an, weil man die Auffassung vertrat, als amtierender Landesmeister direkt für die neue Liga qualifiziert zu sein. Letztlich ging die Liga jedoch nur als 4er-Staffel und ohne sachsen-anhaltischen Vertreter an den Start.
Auch bei der Diskussion um die Aufstockung der Liga auf zwei 6er-Staffeln zur Saison 1952/53 war mit der nun unter dem Namen BSG Einheit Schierke auflaufenden Mannschaft ein Harzer Vertreter als Teilnehmer vorgesehen. Aufgrund der zu erwartenden zu großen Leistungsunterschiede wurde von dieser Idee jedoch wieder Abstand genommen. So war es im Ostharz lediglich Schierke, das zeitweilig Kontakt zum höherklassigen Eishockey hatte. Letztlich pendelte man sich in der 1950er- und 1960er-Jahren aber auf den regionalen, unterklassigen Eishockeyspielbetrieb ein.
Neben Schierke kamen ab den 1950er-Jahren auf der östlichen Seite des Harzes mit Ballenstedt und Ilsenburg zwei weitere Eishockeystandorte hinzu, die bis in die 1960er-Jahre am Spielbetrieb teilnahmen. Auch bei der BSG Stahl Allstedt, BSG Stahl Helbra, BSG Stahl WW Hettstedt und BSG Einheit Nordhausen wurde für einige Jahre Eishockey gespielt. Für mehr als zehn Jahre etablierte sich eine sehr aktive regionale Eishockeyszene im östlichen Harz. Unterhalb der DDR-Oberliga und der zweitklassigen Liga gingen mit der SG Dynamo Schierke, der BSG Einheit Ballenstedt und der BSG Stahl Ilsenburg zeitweilig bis zu drei Harzer Teams in der drittklassigen 2. Liga (später Gruppenliga) an den Start, so in den Saisons 1958/59 und 1959/60 sowie 1961/62 und 1962/63, in denen die Staffeln somit überwiegend mit Teams aus dem Harz besetzt waren. Stahl Ilsenburg löste nach der Saison 1962/63 seine Eishockeysparte auf. Einige Spieler wechselten nach Schierke, sodass dort vorübergehend sogar eine zweite Mannschaft den Spielbetrieb aufnehmen konnte.
Zu Beginn des Jahres 1968 konnte sich die ausschließlich mit Harzer Spielern besetzte Auswahlmannschaft des Bezirks Magdeburg in der Altersklasse Jugend überraschend für die Teilnahme an der II. Zentralen Kinder- und Jugendspartakiade der Wintersportarten vom 21. bis 25. Februar 1968 in Berlin qualifizieren. Nach dem 4:1 im Auftaktspiel gegen die Bezirksauswahl Suhl gelang gegen den favorisierten Bezirk Erfurt ein verdienter 4:3-Erfolg. Damit gelang die Qualifikation zur Teilnahme an der Endrunde in Berlin im Wettbewerb Eishockey N, das heißt für Mannschaften, die damals auf Natureisbahnen trainierten. Neben den Auswahlmannschaften aus den Bezirken Magdeburg und Berlin nahmen auch die Bezirksauswahlmannschaften Cottbus, Halle und Neubrandenburg an der Endrunde teil, zu der die offizielle Einladung im Februar 1968 erfolgte. Die ausschließlich mit Harzer Spielern (fünf aus Schierke und einer aus Ilsenburg) besetzte Bezirksauswahl konnte gegen die sehr starke Konkurrenz nur phasenweise mithalten und musste sich letztlich mit dem fünften und letzten Platz zufriedengeben. Trotz der deutlichen Niederlagen gegen Berlin (4:10), Neubrandenburg (4:8), Cottbus (1:8) und Halle (2:10) waren die Verantwortlichen zufrieden, das Harzer Eishockey überregional präsentiert zu haben.
Nach dem sogenannten Leistungssportbeschluss 1969 wurde im September 1970 die Gruppenliga aufgelöst und die Förderung des Eishockeysports in der DDR eingestellt. Schierke konnte 1971 noch den Bezirksmeistertitel erringen, später wurden nur noch Freundschaftsspiele ausgetragen. In Ballenstedt wurde der Eishockeysport aufgegeben, viele Spieler wechselten zum weniger kostenintensiven und weniger witterungsabhängigen Rollhockey.
Überblick Ligenzugehörigkeit Ostharz 1948–1970
In der DDR wurden nach dem Zweiten Weltkrieg ab der Saison 1948/49 die ersten Meisterschaften in Endrunden ermittelt, zu denen sich die jeweiligen Landesmeister qualifizierten. Die im Rahmen der Landesmeisterschaften ausgetragenen Spiele fanden somit in der höchsten Spielklasse statt. Die Harzer Teams traten in der Landesmeisterschaft Sachsen-Anhalt an. Ab der Saison 1950/51 wurde vom Deutschen Sportausschuss eine Liga eingeführt, die fortan die höchste DDR-Spielklasse bildete (DS-Liga). In den nunmehr zweitklassigen Landesmeisterschaften wurden die Teilnehmer an den Aufstiegsrunden zur DS-Liga ausgespielt.
Ab der Saison 1952/53 kam es infolge der Verwaltungsreform in der DDR auch zu einer Reform des Ligensystems. Die DS-Liga wurde in Oberliga umbenannt. Unterhalb der Oberliga wurde als zweithöchste Spielklasse die Liga eingeführt, darunter die Bezirksligen als dritthöchste Spielklassen. Schierke spielte zeitweise in der Liga, die anderen Harzer Teams waren aufgrund ihrer administrativen Zugehörigkeit den Bezirksligen Magdeburg, Halle und Erfurt zugeordnet.
Mit der Saison 1955/56 wurde die Liga in 1. Liga umbenannt und die 2. Liga als neue Spielklasse eingeführt, die fortan die dritthöchste Spielklasse darstellte und die Bezirksligen (zum Teil als Bezirksgruppenligen zusammengefasst) somit nur noch viertklassig waren. 1962/63 erfolgte erneut eine Umbenennung der Ligen. Unterhalb der Oberliga hieß die Spielklasse nun wieder Liga, darunter wurde die 2. Liga in Gruppenliga umbenannt. Zur Saison 1965/66 wurde die Liga aufgelöst und die Gruppenliga rückte zur zweithöchsten Spielklasse der DDR auf. Dies blieb so bis zur Saison 1969/70. Danach wurde die Gruppenliga aufgelöst und die Oberliga mit den beiden Teams aus Berlin und Weißwasser wurde zur einzigen überregionalen Liga.

#### Westharz: Harzer Teams in der Niedersachsenliga

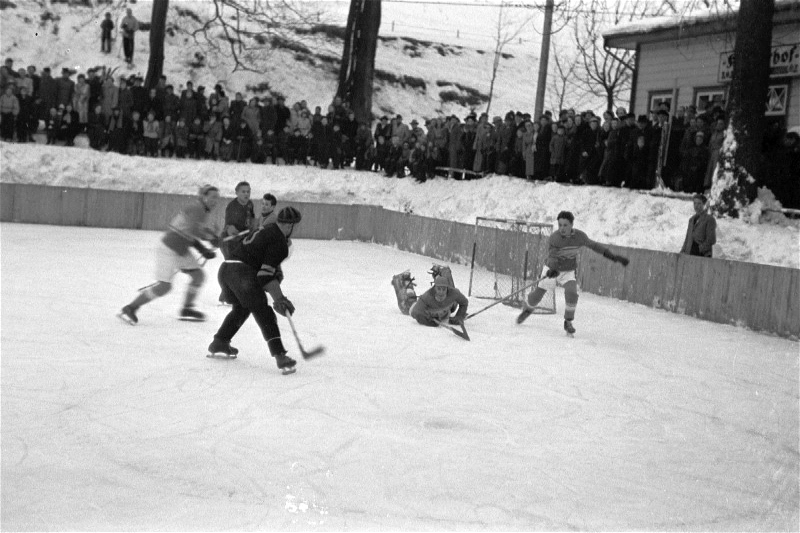
Endspiel um die Deutsche Jugendmeisterschaft im Eishockey zwischen dem EV Füssen und dem SC Riessersee (9:4) am 17. Februar 1952 in Clausthal-Zellerfeld.

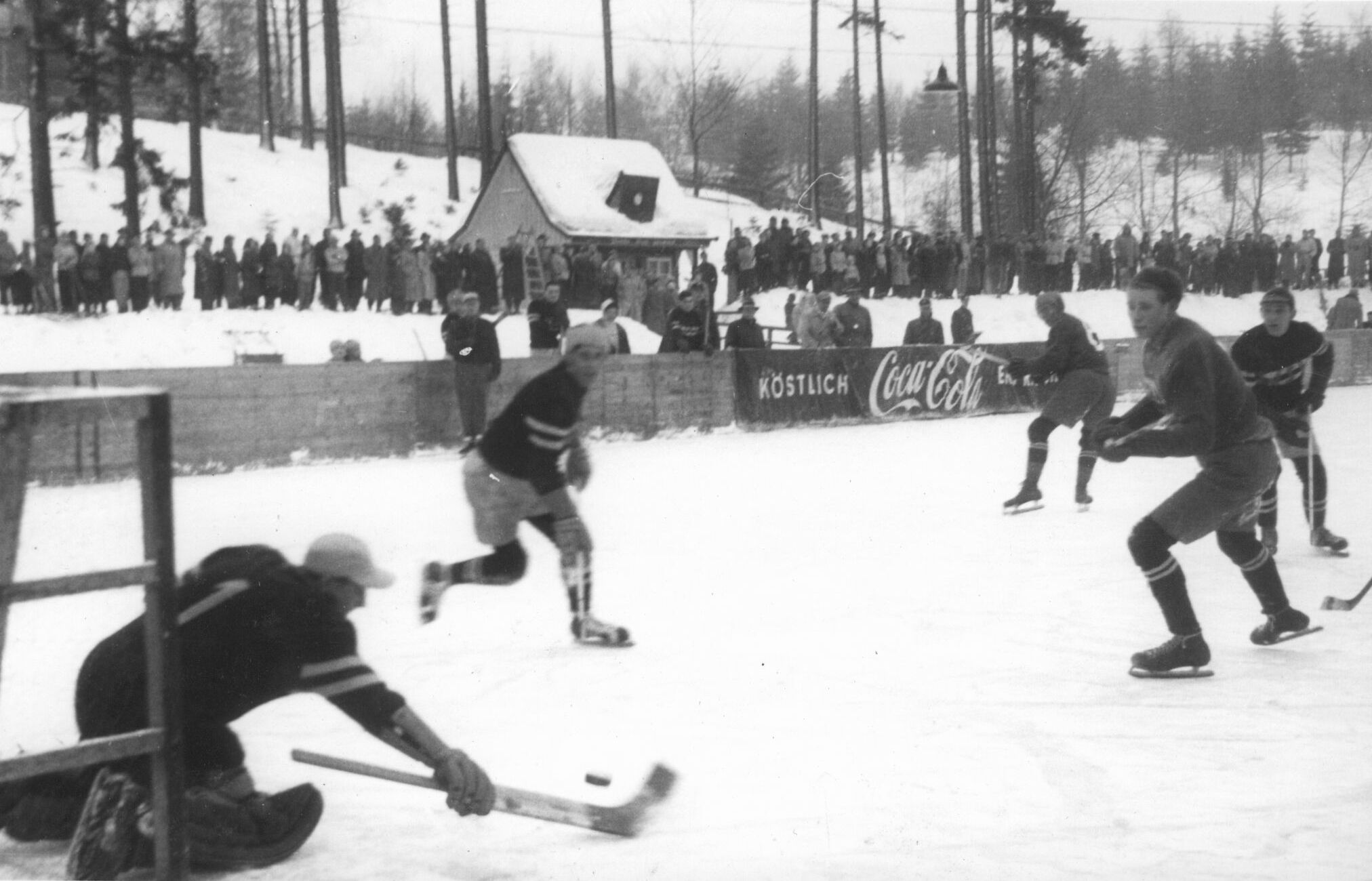
Eishockey in Braunlage auf dem Gondelteich 1953: Ausscheidungsspiel zur Eishockey-Niedersachsenmeisterschaft zwischen dem WSV Braunlage und dem WSV Clausthal-Zellerfeld

Auch im Westharz kam der Eishockeyspielbetrieb nach dem Zweiten Weltkrieg erst langsam wieder in Gang. In der Saison 1947/48 starteten die Harzer Mannschaften WSV 47 Clausthal-Zellerfeld, EV Hahnenklee, WSV Bad Sachsa und der WSV Braunlage eine gemeinsame kleine Meisterschaftsrunde auf Natureis. In der Saison 1948/49 wurde in Niedersachsen eine Meisterschaftsrunde ausgetragen. Das Feld der Harzer Teams wurde durch die ESG Hannover komplettiert.
Über weite Teile der 1950er- und 1960er-Jahre wurde der Titel um die Landesmeisterschaft Niedersachsens zwischen den Harzer Vereinen WSV Braunlage, WSV Clausthal-Zellerfeld und SG Hahnenklee sowie der ESG Hannover ausgespielt. Die Spiele fanden in der Regel an den Wochenendtagen oder mittwochs statt und wurden aufgrund der Wetterabhängigkeit oft kurzfristig vereinbart. Den Titel des Landesmeisters Niedersachsen sicherte sich Braunlage in den Saisons 1949/50, 1955/56, 1958/59 und 1963/64, der WSV Clausthal-Zellerfeld 1950/51.
In der Saison 1949/50 wurde der WSV Braunlage durch ein 3:2 im Finale gegen die ESG Hannover niedersächsischer Meister. Im Herbst 1950 waren die Braunlager daher für die Vorrunde der Oberliga, Gruppe Nord startberechtigt und traten somit formal in der zur damaligen Zeit höchsten deutschen Spielklasse an. Nach zwei ernüchternden 0:23- und 0:18-Niederlagen gegen die Düsseldorfer EG und dem vorzeitigen Düsseldorfer Gruppensieg wurden die weiteren Begegnungen gegen den Harvestehuder THC Hamburg und den Berliner Schlittschuhclub nicht mehr ausgetragen.
Aufgrund der großen Leistungsunterschiede zwischen den immer noch auf Natureis spielenden Mannschaften aus der Niedersachsenliga (auch in Hannover wurde erst ab 1959 auf Kunsteis gespielt) und den sich allmählich professionalisierenden Teams, insbesondere vom Niederrhein (Krefeld, Düsseldorf, und Köln), nahmen Mannschaften aus Norddeutschland in den 1950er-Jahren nur sporadisch an Qualifikationsspielen zur Eishockey-Oberliga teil. Die Harzer Vereine verzichteten gänzlich auf weitere Teilnahmen. Es sollte bis zum Jahr 1994 dauern, ehe mit dem EC Hannover als Gründungsmitglied der Deutschen Eishockey Liga wieder eine Mannschaft aus Norddeutschland in der höchsten deutschen Eishockey-Spielklasse antrat.
Am 16. und 17. Februar 1952 wurde die deutsche Jugendmeisterschaft im Eishockey auf dem Eulenspiegler Teich am Klosterhof in Clausthal-Zellerfeld ausgetragen. Im Finale schlug der EV Füssen den SC Riessersee mit 9:4. Platz 3 belegte der Krefelder EV.
In den 1960er-Jahren nahm in den Harzer Eishockeyvereinen die Zahl der Eishockeyspieler und -fans ab. Dies lag zum einen an gesellschaftlichen und wirtschaftlichen Veränderungen (Strukturwandel, verändertes Freizeitverhalten), zum anderen aber auch am zunehmenden Aufwand, der für die Eisbereitung betrieben werden musste. Oftmals waren die Vorbereitungen umsonst, wenn Wärmeeinbrüche das mit viel Aufwand bereitete Eis zum Schmelzen brachten.

#### Ost-West-Vergleiche mit Harzer Teams
Wenngleich die Entwicklung des Eishockeysports im Ost- und Westharz seit 1945 weitgehend getrennt voneinander verlief, gab es sporadische Kontakte und sportliche Vergleiche zwischen den Vereinen auf beiden Seiten des Eisernen Vorhangs.
Am 25. und 26. Februar 1956 kam es zu einem Vergleich, als die SG Dynamo Schierke, seinerzeit Tabellendritter der 2. Liga, Gruppe 3 der DDR, bei der RESG Hannover zu Gast war. Dort kam es zu zwei Freundschaftsspielen. Im ersten Spiel behielten die Schierker mit 4:3 die Oberhand, im zweiten Spiel am Folgetag setzte es gegen das mit weiteren Spielern aus Niedersachsen und Hamburg verstärkte Team aus Hannover eine 2:9-Niederlage.
Zur gleichen Zeit, am 25. Februar 1956, war der WSV Clausthal-Zellerfeld in einem weiteren nationalen Eishockey-Vergleichskampf zu Gast bei Dynamo Rostock. Der WSV unterlag den Gastgebern mit 7:12.
Im Jahr 1957 kam es zur Kontaktaufnahme zwischen der SG Dynamo Schierke und dem WSV Braunlage, vermutlich aufgrund einer Einladung zu einem geplanten Eishockeyturnier im Februar 1957 in Braunlage. Auch die Mannschaft von Stahl Allstedt, am südöstlichen Harzrand gelegen, hatte eine Einladung erhalten und antwortete im Januar 1957 per Telegramm: „Dank fuer Einladung zum 3. Februar Nehmen am Eishockeyturnier teil Erbitten Uebersendung neuester Eishockeyspielregel und Ausschreibung = Stahl Allstedt“.
Überblick Ligenzugehörigkeit Westharz 1947–1970
1947/48 fand eine Spielrunde mit Harzer Teams statt, nach heutigem Sprachgebrauch wäre diese als „Hobbyliga“ zu bezeichnen. In der Saison 1948/49 wurde in Niedersachsen dann die erste Meisterschaftsrunde der Landesliga Niedersachsen ausgetragen. Das Feld der Harzer Teams wurde durch die ESG Hannover komplettiert. Bis zur Einführung der Eishockey-Bundesliga zur Saison 1958/59 war die Oberliga die höchste Spielklasse im deutschen Eishockey, die Landesligen bildeten die zweithöchste Spielklasse. Die Meister der Landesligen, und somit auch der jeweilige Meister der Landesliga Niedersachsen, waren berechtigt, an der Oberliga bzw. an der Aufstiegsrunde zur Oberliga teilzunehmen. Dies wurde lediglich ein Mal in Anspruch genommen, und zwar vom WSV Braunlage, der in der Saison 1950/51 für zwei Spiele in der damals erstklassigen Oberliga, Vorrunde Nord, auftauchte.
Mit der Einführung der Eishockey-Bundesliga ab 1958 wurde die Oberliga zur zweithöchsten Spielklasse, die Landesliga Niedersachsen wurde darunter somit nur noch die dritthöchste Spielklasse im deutschen Eishockey-Ligensystem. Zur Saison 1961/62 wurde die Gruppenliga als dritthöchste Spielklasse unter der Bundesliga und der Oberliga eingeführt. Somit war die Landesliga Niedersachsen nun die vierthöchste Spielklasse. Ab der Saison 1965/66 trat die Regionalliga an die Stelle der Gruppenliga als dritthöchste Spielklasse. In der nachfolgenden Übersicht sind die Teilnahmen der Eishockeyteams aus dem Westharz am Spielbetrieb im Zeitraum 1948–1970 dargestellt. Sofern anhand einschlägiger Quellen bekannt, ist die jeweilige Liga-Ebene farblich dargestellt. Wo keine gesicherten Quellen vorliegen erfolgte eine graue Einfärbung.

### 1970 bis 1990: Rückschlag im Ostharz, Aufblühen im Westharz
Das Jahr 1970 stellt einen doppelten Wendepunkt im Harzer Eishockeysport dar. Während das Eishockey im östlichen Teil des Harzes aufgrund der sportpolitischen Entscheidung der DDR-Führung einen herben Rückschlag erhielt, blühte die Eishockeylandschaft im westlichen Teil des Harzes durch den Bau der Kunsteisstadien in Altenau und Braunlage kräftig auf. Insbesondere in der zweiten Hälfte der 1980er-Jahre existierte eine lebhafte Eishockeyszene im Westharz, als bis zu sechs Mannschaften in den Ligen des Deutschen Eishockey-Bunds (DEB) bzw. des Niedersächsischen Eissport-Verbands (NEV) spielten.

#### Ostharz: Schierke einziger verbleibender Eishockeystandort
Mit dem Leistungssportbeschluss von 1969 wurde die Förderung des Eishockeysports in der DDR eingestellt. Sämtliche Eishockeyaktivitäten im zur DDR gehörenden östlichen Teil des Harzes mussten ab 1970 größtenteils von den Vereinen selbst oder allenfalls mit vereinzelter lokaler Unterstützung organisiert werden. Noch einmal trat die SG Dynamo Schierke überregional in Erscheinung, als sie vom 12. bis 14. März 1971 an der Bestenermittlung in Crimmitschau teilnahm. Gegen die Mannschaften der BSG Einheit Crimmitschau, BSG Motor Optima Erfurt und BSG Chemie Leuna sprang jedoch nur der vierte und letzte Platz heraus. Fortan nahm Dynamo Schierke noch eine Weile an der Qualifikation zur jährlichen Bestenermittlung teil (Bezirksliga Magdeburg bzw. Bezirksgruppenliga Halle/Magdeburg), später wurden nur noch selbst vereinbarte Freundschaftsspiele ausgetragen. Das Spielmaterial musste über Kontakte nach Berlin und Weißwasser, Russland und Tschechien beschafft werden. Erst ab 1984 gelang wieder der Aufbau einer Jugendmannschaft. Bei der DDR-Bestenermittlung der Schüler vom 12. bis 14. Februar 1988 in Crimmitschau gelang dem Schülerteam der SG Dynamo Schierke mit dem 2. Platz nach vielen Jahren wieder ein überregionaler Erfolg eines Eishockeyteams aus dem östlichen Harz.

#### Westharz: Neue Eisstadien in Altenau und Braunlage bringen Aufschwung
Gegenüber der Entwicklung im Ostharz erhielt der Eishockeysport im Westen des Harzes mit der Eröffnung der Kunsteisstadien in Altenau (1970) sowie Braunlage (1974) einen entscheidenden Schub.
In vielen Orten des Westharzes wurden Anfang der 1970er-Jahre massive Investitionen zur Entwicklung des Tourismus getätigt In Altenau wurde 1973 der Ferienpark Glockenberg eröffnet, in dessen Zuge auch das städtische Sportzentrum Aqua-Polaris mit Wellenbad und Eissporthalle errichtet wurde. Die Eishalle war auch für die Durchführung von Eishockeyspielen ausgelegt und hatte eine Zuschauerkapazität von 1200 Plätzen. Hier trug zunächst der WSV Braunlage für eine Übergangszeit seine Heimspiele aus, nachdem er mit der Saison 1970/1971 im Eisstadion an der Von-Langen-Straße in Braunlage die Ära des Eishockeys auf Natureis im Westharz beendet hatte. Ab der Saison 1973/74 nahmen auch Teams aus Altenau am regulären Eishockey-Spielbetrieb teil. In der viertklassigen Regionalliga Nord gingen die EG Oberharz (1973 bis 1975) sowie der Ski Club Altenau von 1898 (1975 bis 1977) an den Start.

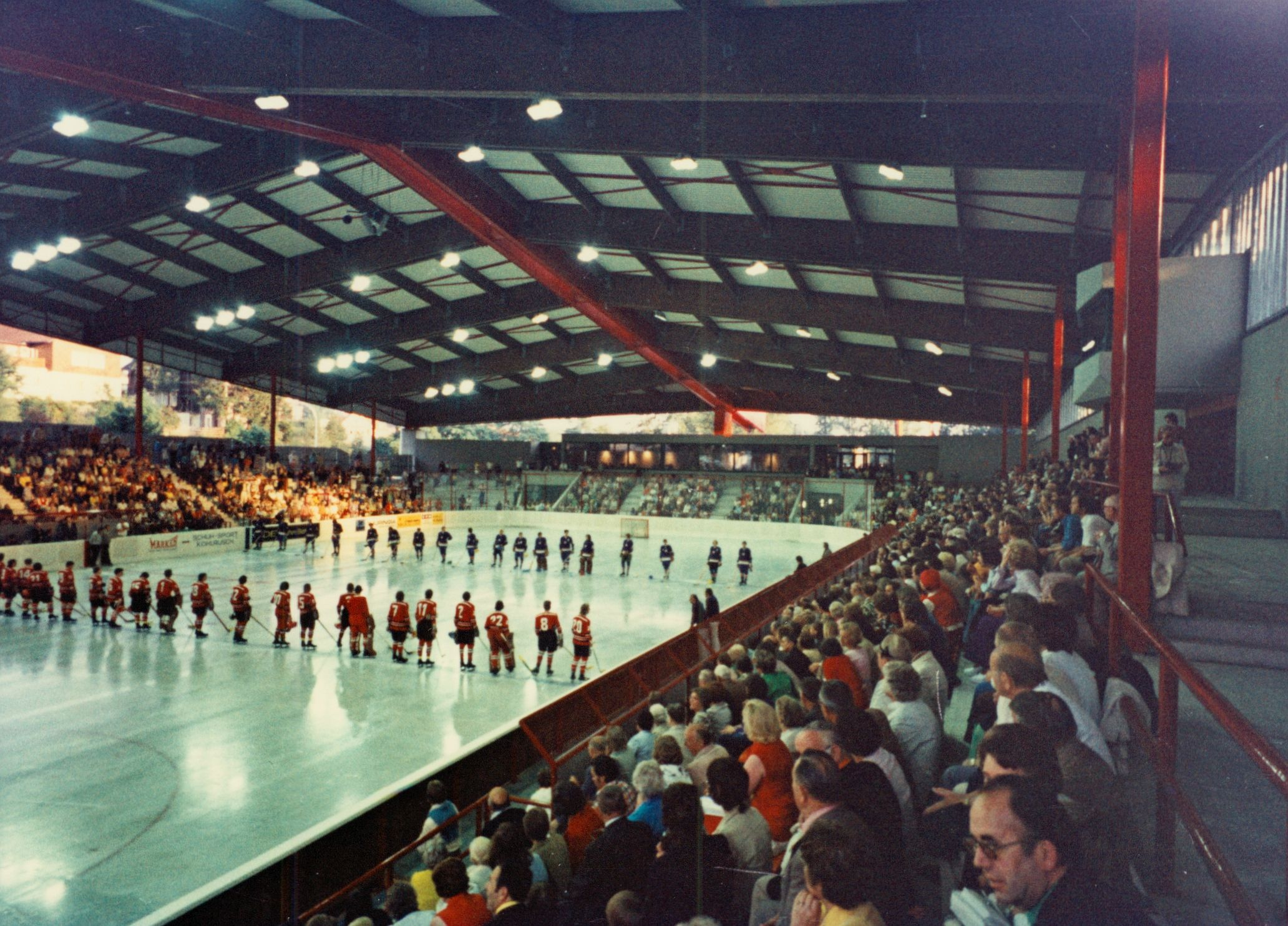
Eröffnung des Eisstadions am Wurmberg, Braunlage, 31. August 1974

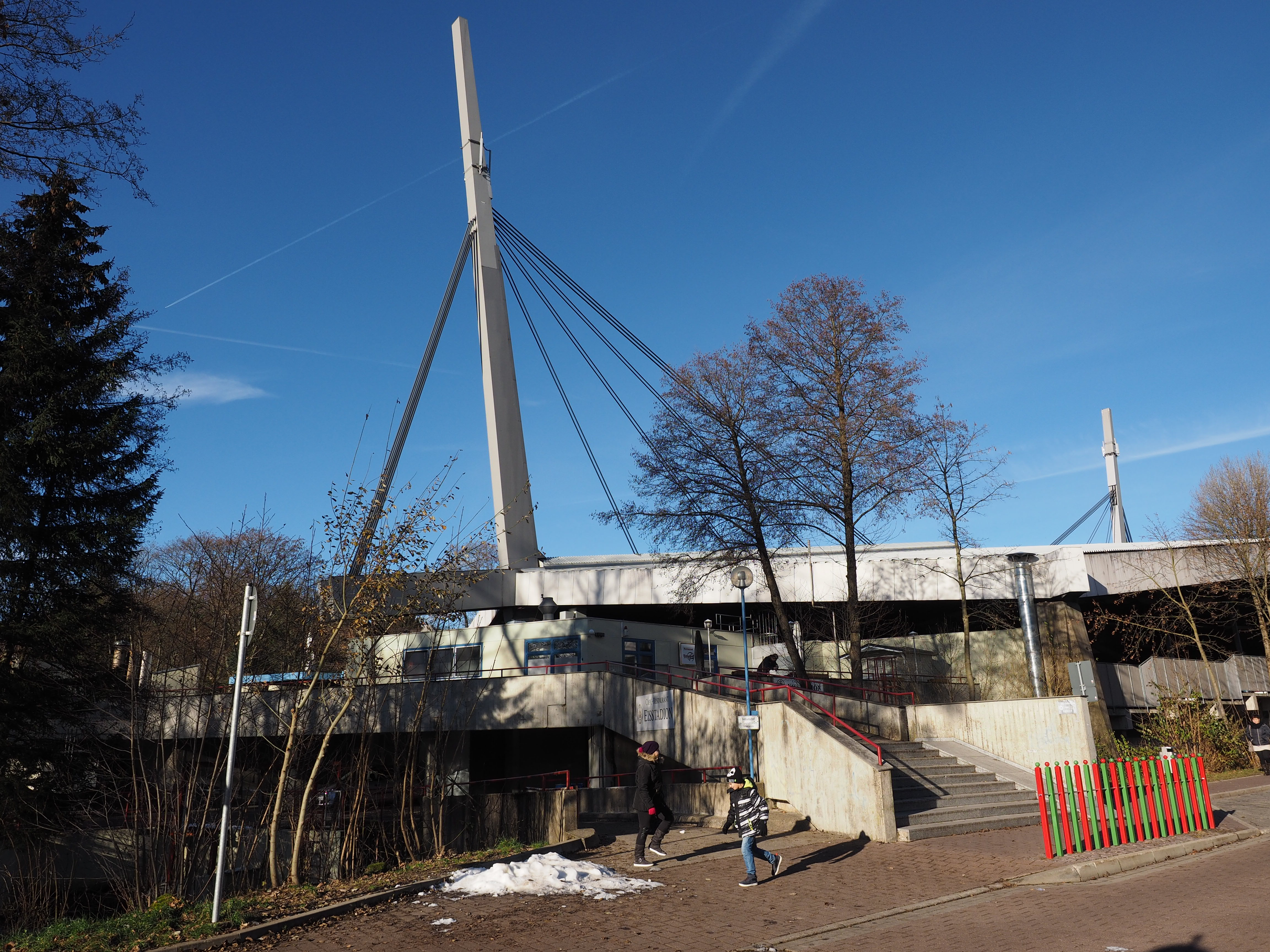
Wurmbergstadion

In Braunlage wurde bereits im Jahr 1962 erstmalig die Idee zum Bau eines Kunsteisstadions geäußert, es dauerte aber bis zum Jahr 1969, bis die Aktivitäten hierzu in Gang kamen. Einen Beitrag dazu leisteten sicher auch die schneearmen Winter Ende der 1960er- und Anfang der 1970er-Jahre, die den Stadionbefürwortern weitere Argumente lieferten. Im August 1974 wurde schließlich das Eisstadion Braunlage eröffnet. Bei den Planungen zum Bau eines Eisstadions ging es zunächst um die Stärkung des Wintersportorts Braunlage mittels einer Erweiterung des touristischen Angebots. Es zeigte sich jedoch schnell, dass die Eröffnung des Kunsteisstadions einen weiteren Entwicklungsschub für den Eishockeysport in Braunlage und im Harz brachte.
In der Saison 1974/1975 trat der WSV Braunlage erstmalig im heimischen Eisstadion am Wurmberg in der viertklassigen Regionalliga Nord an, spielte danach zwei Saisons in der Regionalliga West und ab der Saison 1977/78 in der Oberliga Nord bzw. Nord/West. In der Saison 1983/84 stiegen die Braunlager, nunmehr unter dem Namen EC im WSV antretend in die 2. Eishockey-Bundesliga, Gruppe Nord auf und spielten erstmalig in der jüngeren Vereinsgeschichte in der zweithöchsten Spielklasse. Hier hielt sich das Team, welches ab 1984/85 unter dem Namen EC Braunlage spielte, für drei Saisons.
Die neuen Kunsteisstadien boten nicht nur ambitionierten Spielern, sondern auch vielen Freizeitteams die Möglichkeit, dem Eishockeysport witterungsunabhängig nachzugehen. Neben Freizeitteams wie der EHG Bad Lauterberg oder der ESG Vienenburg/Wiedelah, die später in den regulären Spielbetrieb einstiegen, traten auch reine Hobbymannschaften zu Freundschaftsspielen und Turnieren an wie beispielsweise das Braunlager Hobbyteam, der WSV Braunlage Fanclub oder die Braunlager Traditionsmannschaft. Letztere nahm mit vielen Braunlager Spielerlegenden (unter anderem Reichelt, Fuchs, Ackert, Jung und Endler) im April 1981 am Braunlager Osterturnier um den Harzpokal teil und traf dort auf die Teams aus Bad Lauterberg und Vienenburg.
Mit Beginn der 1980er Jahre kam es zu einem regelrechten Boom an Harzer Teams, die am regulären Eishockey-Spielbetrieb teilnahmen. Neben dem EC Braunlage ergänzten nach und nach der USC Clausthal-Zellerfeld (ab 1980/81), die EHG Bad Lauterberg (ab 1981/82), der EC Braunlage 1b (ab 1984/85) sowie der EHC Südharz (später EHC Osterode) und die ESG Vienenburg/Wiedelah (ab 1985/86) die Harzer Eishockey-Ligaszene. Höhepunkt waren die Jahre 1985 bis 1990, als neben dem in der Oberliga bzw. Regionalliga Nord antretenden EC Braunlage bis zu vier weitere Teams in den fünft- bzw. sechstklassigen Ligen Niedersachsenliga und Landesliga Niedersachsen aktiv waren. In der Saison 1987/88 stellten die vier Harzer Mannschaften EHG Bad Lauterberg, USC Clausthal-Zellerfeld, EHC Osterode und ESG Vienenburg/Wiedelah vier von sechs Teilnehmern der Landesliga Niedersachsen, Gruppe B, wodurch die Staffel, an der noch der EC Hannover 1b sowie die ESG Braunschweig teilnahmen, wie in den 1950er Jahren zu einer von Harzer Teams geprägten Liga wurde. In diesen Jahren trugen die Braunlager Teams sowie die EHG Bad Lauterberg ihre Heimspiele im Eisstadion Braunlage aus, die anderen im Eisstadion Altenau.

#### Internationale Begegnungen
Neben dem von regionalen Vereinen geprägten Eishockeysport lenkte der von der Braunlager Kurverwaltung ins Leben gerufene und im August 1978 erstmals ausgetragene Internationale Wurmberg-Cup auch die überregionale Aufmerksamkeit auf den Eishockeysport im Harz. Dies lag vor allem an der Zusammenstellung des attraktiven Teilnehmerfelds aus deutschen Erstligateams und internationalen Spitzenteams, allen voran das zur damaligen Zeit als weltweit beste Vereinsmannschaft geltende Team von ZSKA Moskau, das seine Spiele gegen die anderen internationalen Teilnehmer in Braunlage austrug. Der Wurmberg-Cup wurde von 1978 bis 1987 und 1991 ausgetragen. In späteren Jahren wurde der Wurmberg-Cup nur noch sporadisch veranstaltet (2009, 2010, 2018).
Internationales Flair in den Harz brachten zudem die Spiele Deutschland – Japan, Deutschland – Sowjetunion, Polen – Spartak Moskau und Österreich – HC Chamonix (alle 1975), Deutschland (B) – Norwegen (A) (1976) und EV Landshut – IF Västra Frölunda (1980), die im Eisstadion in Braunlage ausgetragen wurden.
Überblick Ligenzugehörigkeit Westharz 1970–1990
In der Saison 1970/71 war unterhalb der Bundesliga und der Oberliga die Regionalliga die dritthöchste und die Landesliga Niedersachsen die vierthöchste Spielklasse. Mit der Einführung der 2. Eishockey-Bundesliga zwischen der Bundesliga und der Oberliga ab der Saison 1973/74 wurde die Regionalliga viert- und die Landesliga Niedersachsen fünftklassig. Ab der Saison 1988/89 wurde die Niedersachsenliga als höchste niedersächsische Eishockeyliga und insgesamt fünfthöchste Liga zwischengeschaltet, die Landesliga stellte die sechste Ligaebene dar.

### 1990 bis 2000: Erfolgreiches Jahrzehnt in gemeinsamen Ligen

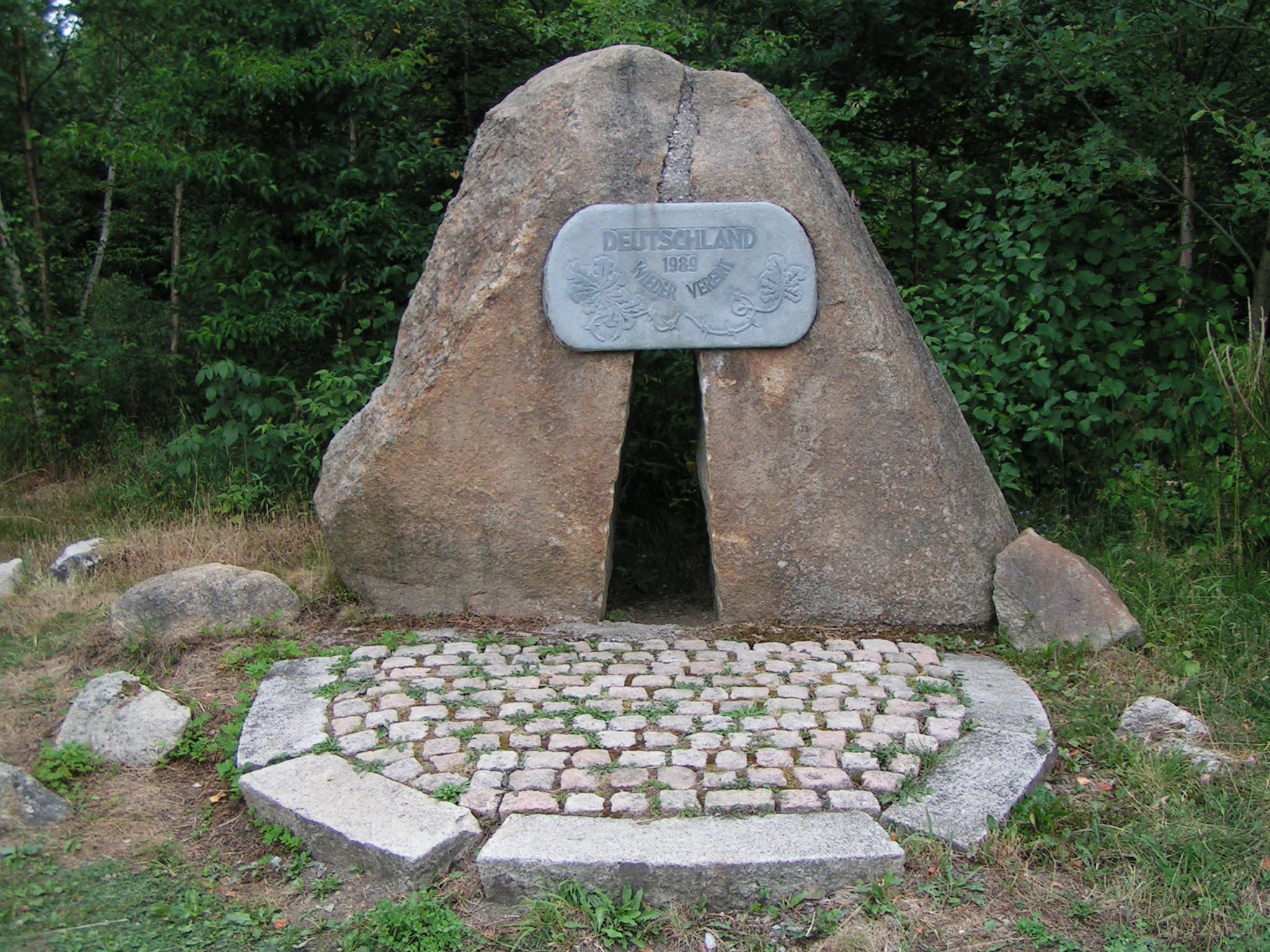
Mahnmal zur deutschen Teilung und Wiedervereinigung an der ehemaligen innerdeutschen Grenze

Am 9. November 1989 wurde die Berliner Mauer geöffnet, die Öffnung der innerdeutschen Grenze erfolgte schrittweise in den Tagen und Wochen danach. Zwischen Braunlage im Westharz und Elend im Ostharz wurde Ende Dezember 1989 der erste Grenzübergang an der Bundesstraße 27 in beide Richtungen endgültig geöffnet, im April 1990 erfolgte die Öffnung eines zweiten Grenzübergangs am Kaffeehorst. Somit waren nach fast 45 Jahren Trennung auch die beiden bedeutendsten Harzer Eishockeystandorte Schierke und Braunlage, deren Eisstadien in Luftlinie nur fünf Kilometer voneinander entfernt liegen, wieder auf direktem Weg und ohne bürokratische Hindernisse erreichbar.
Ein erster Effekt der Grenzöffnung waren die Besuche vieler Eishockeyfans aus dem Ostharz bei den Heimspielen des in der Saison 1989/90 in der Oberliga Nord spielenden EC Braunlage. Zugleich wurde auf Schierker Seite der dortige Eishockeysport reaktiviert. Nach vielen Jahren des Darniederliegens wurde erstmalig wieder eine Eishockeyseniorenmannschaft zusammengestellt, die sich aus einigen Spielern der 1960er- und 1970er-Jahre und aus den in den 1980er-Jahren wieder aufgebauten Jugendmannschaften zusammensetzte. Am 18. Februar 1990 kam es in Altenau zur ersten deutsch-deutschen Begegnung im Harzer Eishockey nach der Grenzöffnung, als die Mannschaft der SG Dynamo Schierke zu Gast beim EHC Osterode war und knapp verlor.

#### Erfolge von der Niedersachsenliga bis zur Bundesliga
Für die Saison 1990/91 meldete das mittlerweile in ESV Schierke umbenannte Team für den Spielbetrieb in der Landesliga Niedersachsen. Da die Schierker zu diesem Zeitpunkt offiziell noch dem Deutschen Eishockey-Verband der DDR angehörten, der erst im Januar 1990 aus dem Deutschen Eislauf-Verband ausgetreten und sich als eigenständiger Verband konstituiert hatte, war die Erteilung einer Auslandsspielgenehmigung notwendig. Von der Internationalen Eishockey-Föderation mit Sitz in Zürich, Schweiz erhielten neben SC Dynamo Berlin, SG Dynamo Weißwasser, Monsator Berlin und Einheit Crimmitschau auch die Schierker die Genehmigung, schon vor der Vereinigung der beiden Eishockey-Nationalverbände am Spielbetrieb unter dem Dach des Deutschen Eishockey-Bunds teilzunehmen. Erst mit Wirkung zum 31. August 1990 trat der DDR-Verband aus der IIHF aus. Am 11. September 1990 folgte die Eingliederung in den Deutschen Eishockey-Bund.
In der Landesliga Niedersachsen der Saison 1990/91 trafen die Schierker mit dem USC Clausthal-Zellerfeld und der SG Osterode/Bad Lauterberg auf zwei weitere Teams aus dem Harz. Erstmalig in der Harzer Eishockeygeschichte spielten somit Teams aus dem gesamten Harz in einer Liga. Die Spiele fanden im benachbarten Braunlager Eisstadion statt, da das Schierker Natureisstadion für Ligaspiele nicht mehr geeignet war. Nach der ersten Lehrsaison, die zwar mit dem Gewinn des Fair-Play-Pokals beendet wurde, aber lediglich den letzten Tabellenplatz einbrachte, ging es für den ESV Schierke in den Folgejahren Schritt für Schritt bergauf.
Ein paar Spielklassen höher etablierte sich die nun als EC Harz Braunlage antretende Braunlager Vertretung in der drittklassigen Oberliga Nord, in der sie bis 1993/1994 Platzierungen in der Spitzengruppe einnahm und an den Endrunden bzw. Aufstiegsrunden teilnahm. Mit der Ligenreform nach Einführung der Deutschen Eishockey Liga rückte der EC Harz Braunlage in die nun zweitklassige 1. Liga auf. Am Ende der Saison stand jedoch nur der 11. Tabellenplatz sowie die Insolvenz, die einen Rückzug aus der Spielklasse bedeutete.
Der Neuanfang unter dem Namen Braunlager EHC/Harz erfolgte zur Saison 1995/96 in der viertklassigen Regionalliga Nord, gefolgt von der erfolgreichsten Phase in der Braunlager Eishockeygeschichte. Innerhalb von zwei Jahren gelangen zwei Aufstiege. Die Saison 1997/98 endete im April 1998 mit einem großen Erfolg für das Harzer Eishockey. Zunächst wurde in zwei mitreißenden Spielen die deutsche Zweitliga-Meisterschaft (damals dritthöchste Spielklasse) gegen den EV Regensburg errungen. Dem 4:3 am heimischen Wurmberg folgte ein 6:2 in der Oberpfalz, wohin die Mannschaft von 500 per Sonderzug angereisten Fans begleitet wurde. Der Zweitliga-Meisterschaft folgte im Anschluss der Aufstieg. Zur Saison 1998/99 fand sich der Braunlager EHC/Harz somit erneut in der zweithöchsten Spielklasse, der nun Bundesliga bezeichneten Liga, wieder. Hier trafen die Braunlager unter anderem auf die Düsseldorfer EG, den Iserlohner EC und den EHC Freiburg. Am Ende der Saison konnte die Meisterrunde erreicht und Platz 7 belegt werden. Auch in der Saison 1999/2000 spielten die Braunlager in der zweithöchsten Spielklasse, die nun 2. Bundesliga hieß, belegten dort aber nur den vorletzten Tabellenplatz, bevor eine Insolvenz den erneuten Rückzug der Mannschaft und einen unterklassigen Neuanfang bedeutete.
Auch der ESV Schierke konnte in der zweiten Hälfte der 1990er-Jahre seine größten Erfolge der jüngeren Vereinsgeschichte verzeichnen. 1992 wurden die Schierker Meister der Landesliga Niedersachsen und stiegen am Ende der Saison 1992/93 in die Niedersachsenliga auf, in der sie in der Saison 1994/95 Meister wurden. In der Saison 1997/98 spielte der ESV Schierke in der Verbandsliga Nordost, die zu jener Zeit die fünfthöchste Spielklasse darstellte. Bis zur Saison 2000/01 wurde der Spielbetrieb in Schierke fortgesetzt, zuletzt wieder in der Niedersachsenliga. 2001 musste der Spielbetrieb jedoch aus finanziellen und personellen Gründen eingestellt werden. Einer der Auslöser war die Insolvenz des Zweitligisten Braunlager EHC/Harz im Jahr 2000, mit dem der ESV Schierke kooperierte und von dem er Spieler ausleihen konnte.
Im Laufe der 1990er-Jahre meldeten sich auch weitere Harzer Teams vom Spielbetrieb ab und führten ihre Aktivitäten als Hobbyteams fort oder lösten die Mannschaften komplett auf. Nachdem die EHG Bad Lauterberg (1989) und die ESG Vienenburg/Wiedelah (1990) bereits zu Beginn des Jahrzehnts aus dem Ligaspielbetrieb des Niedersächsischen Eissport-Verbands ausgestiegen waren, folgten 1994 auch der USC Clausthal-Zellerfeld und der EHC Osterode. Ein kurzes Gastspiel hatte noch der EC Altenau, der in der Saison 1999/2000 für ein Jahr in der Niedersachsenliga spielte. Demgegenüber erfuhr der Hobbyspielbetrieb einen deutlichen Zuwachs, z. B. ab 1994 durch den EHC Osterode oder die neuen Teams Ice Bulls und Power Bully’s Eishockeyteam, die ihre Heimspiele in der Eissporthalle Altenau austrugen.
Überblick Ligenzugehörigkeit Harz 1990–2000
Nach der politischen Wende 1989/90 blieb die Ligenstruktur im Folgejahr erhalten. Zur Saison 1991/92 wurde unterhalb der Regionalliga die Verbandsliga Nord/Ost eingefügt, die somit die fünfthöchste Spielklasse darstellte. In der Saison 1994/95 erfolgte mit der Einführung der DEL eine Ligenreform. Die 2. Bundesliga wurde aufgelöst, unter der DEL wurden die 1. Liga (zweithöchste Spielklasse) und die 2. Liga (dritthöchste Spielklasse) installiert. Ab 1997/98 folgten jährliche Änderungen: 1997/98 wurde die 2. Liga Nord aufgelöst, 1998/99 wurde zwischen der DEL und der 1. Liga die Bundesliga als zweithöchste Spielklasse eingefügt und zur Saison 1999/2000 in 2. Bundesliga umbenannt, während die 1. Liga wieder in Oberliga umbenannt wurde.

#### Fraueneishockey-Teams in Osterode und Braunlage
In den 1990er etablierte sich erstmalig Fraueneishockey im Harz. Zur Saison 1992/93 meldete der EHC Osterode das Team der „Eishexen“ (ab 1997/98 „Eisbären“) zum Spielbetrieb in der Niedersachsenliga, Gruppe B. Das Team trug seine Heimspiele in Altenau aus. Bis zur Saison 2005/06 nahm das Team am Ligaspielbetrieb teil und pendelte zwischen der fünftklassigen Niedersachsenliga und der zweitklassigen 2. (Bundes-)Liga Nord (2005/06). Zwischendurch wurden Spielgemeinschaften mit dem USC Clausthal-Zellerfeld (1994 bis 1995) und den Ice Cats Kassel (2000 bis 2002) eingegangen. In einigen Saisons wurden lediglich Freundschaftsspiele ausgetragen. Mehrfach nahmen die Eisbären am Damen-Wanderpokal Niedersachsen teil.
Etwas später startete das Fraueneishockey in Braunlage. Hier nahm erstmalig in der Saison 1995/96 ein Team am Ligaspielbetrieb teil. Die Braunlager Eishockeyfrauen hatten sich dem Wintersportverein angeschlossen und spielten unter dem traditionsreichen Namen WSV Braunlage. Schon nach einer Saison gelang der Aufstieg in die drittklassige 1. Liga Nord/Ost. In der Saison 1998/99 konnte sich das Team für die 2. (Bundes-)Liga Nord qualifizieren. In der Saison 1999/2000 belegte der WSV Braunlage in der Aufstiegsrunde zur 1. Bundesliga Nord Platz 3, der den Aufstieg bedeutete. In der Saison 2000/01 spielte – abgesehen von der Teilnahme der Harzer Teams an den Landesmeisterschaften Sachsen-Anhalt 1949 bis 1952 und vom kurzen Oberliga-Abstecher des WSV Braunlage in der Saison 1950/51 – somit erstmalig ein Harzer Team in einer höchsten deutschen Spielklasse.

#### Nachwuchs mit erfolgreicher Phase
In der Saison 1995/96 spielten in der U14-Mannschaft des Braunlager EHC/Harz mit Jens Baxmann und Franziska Busch zwei herausragende Harzer Eishockeytalente des Jahrgangs 1985 gemeinsam in einem Team. Beide sollten in den Folgejahren im deutschen Eishockey Karriere machen. Zum Ende der 1990er-Jahre konnte die Nachwuchsabteilung einen Achtungserfolg erlangen, als sich in der Saison 1998/99 die Jugendmannschaft des Braunlager EHC/Harz für die Aufstiegsrunde zur Jugend-Bundesliga qualifizieren konnte. Nach dem Rückzug des Braunlager EHC/Harz aus der zweiten Liga in der Saison 2000/2001 spielte der nunmehr 15-jährige Jens Baxmann in der sechstklassigen Niedersachsenliga für die erste Mannschaft des Braunlager SC/Harz und erzielte in 9 Spielen 14 Punkte (7 Tore und 7 Vorlagen).

### 2000 bis 2012: Strukturwandel im Tourismus und im Harzer Eishockey
Nach dem Abklingen des Tourismusbooms nach der deutschen Einheit, der noch bis zum Ende der 1990er-Jahre anhielt, kam es mit Beginn der Jahrhundertwende zu einem massiven Rückgang bei den Übernachtungszahlen. Beispielsweise sank die Zahl der Übernachtungen im niedersächsischen Teil des Harzes zwischen 2000/2001 und 2008 im Sommerhalbjahr um rund 30 % und im Winterhalbjahr um rund 27 %. Auch die Zahl der Beherbergungsbetriebe ging zurück. Gründe für diesen Rückgang waren ein verändertes Urlaubs- und Freizeitverhalten, veränderte ökonomische Rahmenbedingungen, eine strukturelle Überalterung von touristischen Einrichtungen und Gastgebern sowie sich ändernde Ansprüche an Urlaubsdestinationen. Auch wenn hier kein ursächlicher Zusammenhang besteht, so spiegelt sich dies auch im Harzer Eishockeysport wider. Zwar wurde in Bad Sachsa 2001 im Salztal-Paradies noch eine weitere Eislaufhalle eröffnet, so dass der Harz nun mit den Eissporthallen in Altenau, Braunlage und Bad Sachsa kurzfristig über drei Kunsteisbahnen verfügte. Dennoch erlebte das Harzer Eishockey in dieser Phase einige Rückschritte, von denen die Schließung der Eissporthalle Altenau im Jahr 2007 sicher das einschneidendste Ereignis war.

#### Insolvenzen und Rückzüge vom Ligaspielbetrieb
Nach dem Rückzug einiger unterklassiger Harzer Teams in den 1990er-Jahren wurde ab dem Jahr 2000 der Ligaspielbetrieb im Harzer Eishockey bei den Männermannschaften fast ausschließlich in Braunlage durch Teilnahmen an der Verbandsliga Nord (2000–2002), Regionalliga Nord bzw. Nord/Ost (2002–2010) und Oberliga Nord (2010–2012) aufrechterhalten, allerdings überschattet von zwei weiteren Insolvenzen des Braunlager SC/Harz (2006) und des Nachfolgevereins ESC Harzer Wölfe (2009/2012). Die finanziellen Probleme führten dazu, dass in den Saisons 2006/07 und 2008/09 trotz sportlicher Qualifikation auf den Aufstieg in die Oberliga verzichtet wurde.
Außer Braunlage trat lediglich der EHC Osterode zwischen 2005 und 2009 noch einmal in der Niedersachsenliga bzw. Verbandsliga Nord-Ost an.
Beim ESV Schierke kam das Eishockey fast vollständig zum Erliegen und nur noch sporadisch wurden einzelne Freundschaftsspiele ausgetragen.
Überblick Ligenzugehörigkeit Harz 2000–2012
Nach der Millenniumswende blieb die Ligenstruktur weitgehend stabil. Deutsche Eishockey Liga, 2. Bundesliga, Oberliga und Regionalliga bildeten durchgehend die oberen vier Spielklassen. Die Oberliga und Regionalliga änderten allerdings mehrfach ihre regionalen Bezeichnungen. Unterhalb der Regionalliga etablierte sich die Verbandsliga Nord bzw. Nord/Ost als fünfthöchste Spielklasse. Die Niedersachsenliga stellte die sechsthöchste Spielklasse dar und war bis zur Saison 2006/07 die höchste rein niedersächsische Spielklasse. Danach (ab ca. 2007) wurde das Eishockey in Norddeutschland im sogenannten Nordverbund organisiert, sodass von der Regionalliga Nord über die Verbandsliga Nord bis hinunter zur fünftklassigen Landesliga Nord Teams aus allen zusammengeschlossenen norddeutschen Eishockeyverbänden zusammenspielen.

#### Erfolge im Fraueneishockey
Im Gegensatz zum Männereishockey im Harz war die Zeit nach der Jahrhundertwende die erfolgreichste Phase im Harzer Fraueneishockey. In der Saison 1999/2000 waren die Eishockeyfrauen des WSV Braunlage in die 1. Bundesliga Nord und somit in die höchste deutsche Spielklasse aufgestiegen. Dort hielt sich das Team für sechs Saisons. Größte Erfolge waren der Gewinn des DEB-Pokals im Jahr 2003, als nach dem 1. Platz in der Pokalrunde Nord die beiden Endspiele gegen den ERC Sonthofen mit 7:2 und 8:3 gewonnen wurden sowie die Saison 2004/2005. In der Bundesliga wurde in jener Saison Platz 3 in der Nordstaffel belegt, der zur Teilnahme an der Bundesliga-Endrunde mit den drei besten Teams aus der Südstaffel berechtigte. Am Ende Stand in der Gesamtwertung der deutschen Meisterschaft Platz 6 für den WSV Braunlage.
Auch das Frauenteam der EHC Eisbären Osterode spielte in dieser Phase erfolgreich und arbeitete sich bis in die zweitklassige 2. (Bundes-)Liga Nord hoch (Saison 2005/06). In der Saison 2004/05 konnte zudem der Damen-Wanderpokal Niedersachsen gewonnen werden. Da sowohl in Osterode, als auch in Braunlage die Zahl der Eishockeyspielerinnen allmählich zurückging, war zur Saison 2006/07 eine Spielgemeinschaft zwischen Braunlage und Osterode für die Teilnahme an der 2. Liga Nord vereinbart worden. Da die Statuten jedoch eine Teilnahme von Spielgemeinschaften an der Liga nicht zuließen, traten die Spielerinnen des EHC Osterode nach der Saison 2005/06 dem WSV Braunlage bei. In dieser Konstellation wurde noch für zwei Saisons in der 2. Liga Nord gespielt. Nach der Saison 2007/2008 wurde das Team des WSV Braunlage vom Spielbetrieb abgemeldet.
Überblick Ligenzugehörigkeit Fraueneishockey Harz 1992–2008
Die beiden Harzer Fraueneishockeyteams aus Osterode und Braunlage nahmen für insgesamt 16 Jahre am Ligaspielbetrieb teil.
Die Bundesliga wurde bis 1997 in der Verantwortung der Landesverbände durchgeführt, ab 1997 schließlich vom Deutschen Eishockey-Bund. Seit der Saison 2006/07 wird die Fraueneishockey-Bundesliga eingleisig ausgespielt.
Die Ligenbezeichnungen sind zum Teil verwirrend. So stellt die unter der Regie des LEV Nordrhein-Westfalen ausgetragene 2. Liga Nord zwar die zweithöchste Spielklasse dar, allerdings wird die darunter liegende dritthöchste Spielklasse als 1. Liga Nord bzw. Nord/Ost und die vierthöchste Spielklasse als 2. Liga Nord/Ost bezeichnet.

#### Verlagerung zum Hobby-Eishockey
In den 1990er-Jahren entwickelte sich rund um die Eissporthalle Altenau eine lebhafte Hobby-Eishockeyszene mit den Teams des EHC Osterode, den Harzer Luchsen Altenau (bis 2008) sowie den Ice Bulls Altenau und Power Bully’s Eishockeyteam (beide bis 2011). Die Schließung der Eissporthalle Altenau bedeutete hier einen empfindlichen Einschnitt, da die Teams nun auf die Eisstadien Braunlage und Bad Sachsa ausweichen mussten, was zu Schwierigkeiten der Erreichbarkeit und der geringeren Verfügbarkeit von Trainingszeiten führte. Demzufolge kam es hier zu einer Neuorganisation. Neben dem EHC Osterode, der fortan in Braunlage spielte, nahm das in der Nachfolge der Ice Bulls Altenau gegründete Team der Harzer Luchse Braunlage ab 2011 seine Aktivitäten und auch Spieler der anderen Hobbyteams auf.

### 2012 bis heute: Konsolidierung im unterklassigen Bereich
Nach einer etwa zehnjährigen Rezessionsphase im Harz, die nicht nur den Harzer Tourismus, sondern auch das Harzer Eishockey betraf, setzte mit Beginn der 2010er-Jahre ein Aufschwung im Tourismus ein, der zum Teil auch auf Investitionen in die touristische und insbesondere Wintersportinfrastruktur zurückzuführen war. In diesem Zuge entstand eine verbesserte wirtschaftliche und infrastrukturelle Basis für das Eishockey im Harz, auf dessen Potenzial zukünftig aufgebaut werden kann.

#### Sicherung der Eishockeyinfrastruktur in Braunlage und Schierke
Im Jahr 2006 gab das Niedersächsische Ministerium für Wirtschaft, Arbeit und Verkehr das Zukunftskonzept Tourismus Harz 2015 heraus, das dem Wurmberg im Harz das Potenzial zuschrieb, zu einem überregional bedeutsamen alpinen Wintersportgebiet ausgebaut werden zu können, verbunden mit der Hoffnung, das für die gesamte Oberharzer Wirtschaft bedeutende Standbein des Wintertourismus zu sichern. Im Jahr 2012 wurde gegen erheblichen Widerstand von Naturschutzorganisationen mit dem 7,5 Millionen Euro teuren Projekt Wurmberg 2015 begonnen, welches umfangreiche Investitionen vorsah: Verbreiterung der vorhandenen Skipisten, Anlage von zwei neuen Skipisten, eines Sessellifts und eines Großparkplatzes, Schaffung eines Schneisees für die Wasserversorgung von Beschneiungsanlagen sowie Beleuchtungsanlagen. Im Dezember 2013 wurde das umgebaute Skigebiet schließlich eröffnet. In Braunlage erfolgten zudem umfangreiche private Investitionen bei den Beherbergungs- und Gastronomiebetrieben. Seit 2013 steigen die Besucherzahlen im Harz wieder kontinuierlich an. Auch in das Wurmbergstadion wurde investiert, in eine moderne Eisaufbereitung, eine verbesserte Beleuchtung, neue Sitzschalen und das äußere Erscheinungsbild sowie eine Beton-Sanierung des Stadions, wofür rund eine Million Euro veranschlagt wurden.
Im Braunlager Eishockey setzte eine Konsolidierung ein. Nach dem Neustart 2012 spielte der EC Harzer Falken zwischen 2013 und 2019 in der Oberliga Nord und seit 2019 in der Regionalliga Nord. Trotz der zuletzt belegten Spitzenplätze in der Regionalliga wurde ein neuerlicher Aufstieg aus ökonomischen Gründen nicht in Erwägung gezogen. In der Saison 2023/24 schickten die Braunlager zum ersten Mal seit mehr als 30 Jahren wieder eine 1b-Mannschaft ins Rennen. Die EC Harzer Falken 1b traten in der Landesliga Nord an.

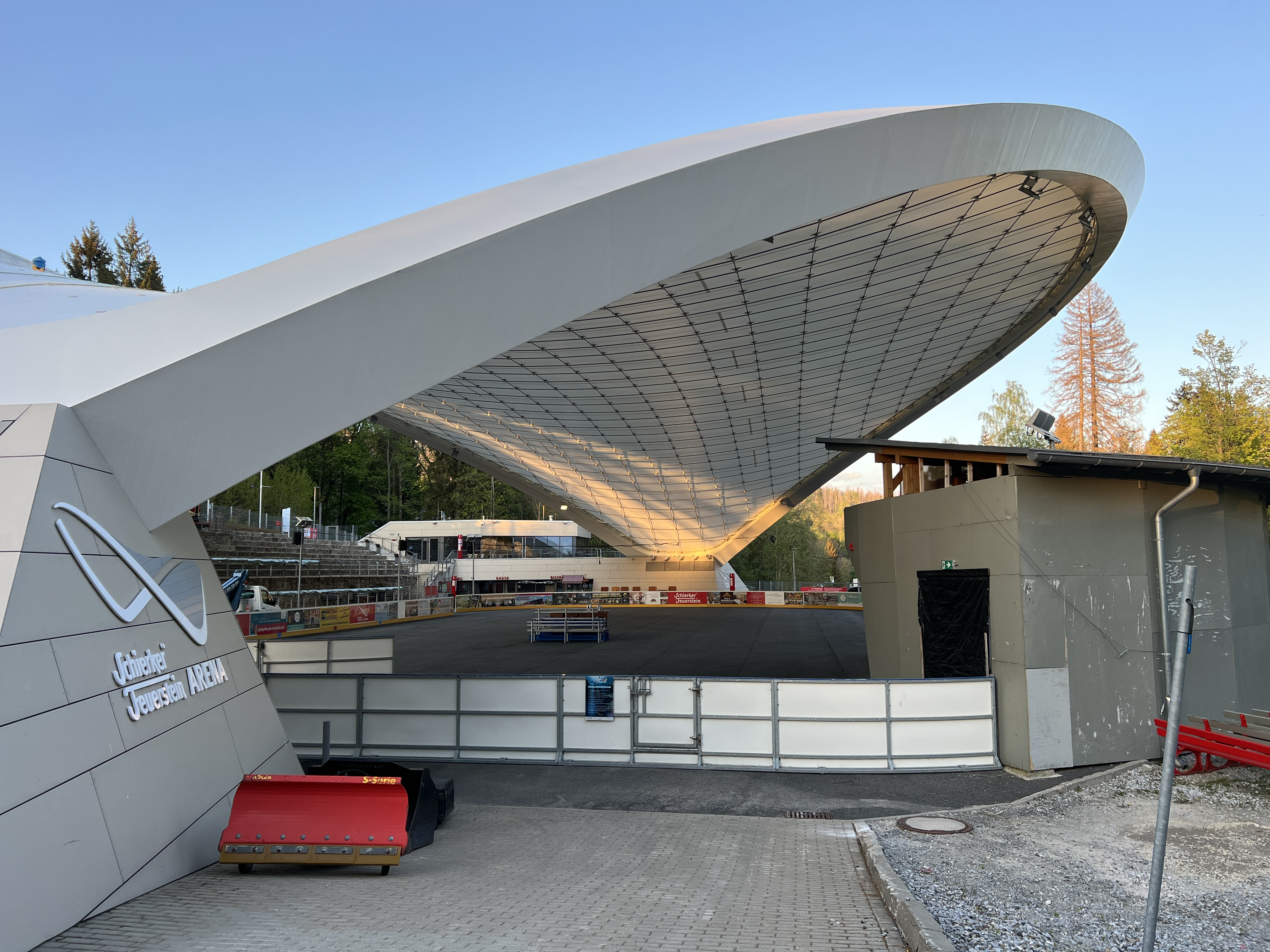
Schierker Feuerstein Arena (Mai 2024)

Auch in Schierke wurden in dieser Phase Investitionen zur Verbesserung des touristischen Angebots getätigt. Im Mai 2014 beschloss der Stadtrat von Wernigerode, das denkmalgeschützte Eisstadion zu überdachen und mit moderner Kühltechnik auszustatten sowie es zu einem ganzjährig nutzbaren Veranstaltungsort auszubauen. Zudem wurde in die Beherbergungsinfrastruktur investiert und im Dezember 2017 das für 13,8 Millionen Euro errichtete Feriendorf Harzresort mit 36 Häusern und 196 Betten eingeweiht. Zur gleichen Zeit wurde im Dezember 2017 die Schierker Feuerstein Arena eröffnet. Die spektakuläre Überdachung ermöglicht witterungsunabhängigen Eissport, das Stadion bietet Platz für bis zu 4.900 Besucher (2.500 bei Eishockeyspielen). Trotz der Bedenken in Bezug auf die Wirtschaftlichkeit, insbesondere aufgrund der hohen Betriebskosten bietet die Eröffnung des Eisstadions dem Eislauf- und Eishockeysport in Schierke erstmals eine witterungsunabhängige Perspektive. Zum einen konnte interessierten Kindern und Jugendlichen ein regelmäßiger Trainingsbetrieb angeboten werden, der perspektivisch auch den Wiedereinstieg in den Spielbetrieb bedeuten kann. Darüber hinaus hat auch das Seniorenteam des ESV Schierke den Spielbetrieb wieder intensivieren und seit 2018 regelmäßig Freundschaftsspiele austragen können.

#### Aufschwung beim Hobby-Eishockey
Mit dem EHC Osterode und den Harzer Luchsen Braunlage haben sich zwei beständige Hobbyteams im Harz etabliert, die in den letzten Jahren an verschiedenen selbst organisierten Ligen (Harz Cup, Mitteldeutsche Hockey-Liga, Wittinger Hockey-Liga) und Turnieren teilgenommen bzw. diese auch selbst ausgerichtet haben. Beide tragen ihre Heimspiele im Wurmbergstadion in Braunlage aus.
Seit 2018 hat sich zudem das Team des ESV Schierke verstärkt zur Hobby-Eishockeyszene im Harz hinzugesellt und trägt seine Heimspiele in der Schierker Feuerstein Arena aus. Neben Braunlage und Schierke sind auch am dritten Harzer Kunsteis-Standort in Bad Sachsa Hobby-Teams aktiv, wie die Black Caps Walkenried, aber auch Teams aus Bad Sachsa selbst (EHSG Moose Bad Sachsa, Ice Age Bad Sachsa).
Anlässlich des 5. Geburtstags der Schierker Feuerstein Arena im Dezember 2022 wurde ein Jubiläumsturnier mit den Harzer Teams ESV Schierke, Harzer Luchse Braunlage, Ice Age Bad Sachsa und EHC Osterode veranstaltet.

#### Deutsche Pondhockey-Meisterschaften
Zwischen 2018 und 2020 wurden verschiedene Turnierrunden um die deutschen Pondhockey-Meisterschaften im Harz ausgerichtet: im Februar und März 2018 in Schierke (Qualifikation und Endrunde), im Februar 2019 in Schierke (Qualifikation) sowie im November 2019 und März 2020 in Braunlage (Qualifikation und Endrunde). An den Turnieren nahmen in den Kategorien „Profis“, „Amateure“ und „Beerleague“ auch verschiedene Teams aus dem Harz teil, unter anderem aus Schierke, Wernigerode und Braunlage. Das Team der Braunlager Jungs belegte bei der Pondhockeymeisterschaft 2018 in Schierke in der Gruppe Profis den zweiten Platz, nachdem das Finale mit 3:5 gegen die Mannschaft aus Miesbach verloren gegangen war. Die zweite Mannschaft der Braunlager Jungs trat in Trikots des ESV Schierke an und belegte in der Gruppe Amateure ebenfalls den zweiten Platz nach der Niederlage im Penaltyschießen gegen Füssen. In beiden Teams liefen mehrere Spieler auf, die in früheren Jahren in Braunlage und Schierke in höheren Ligen aktiv waren. Nach einer weiteren Vizemeisterschaft 2019 konnten die Braunlager Jungs das Finale der 3. Deutschen Pondhockey-Meisterschaft im März 2020 im heimischen Eisstadion in Braunlage gegen ein Berliner Team gewinnen und sich somit die deutsche Meisterschaft im Pondhockey sichern.
Überblick Ligenzugehörigkeit Harz 2012–2024
Seit 2012 zeigt das Ligensystem im Eishockey eine hohe Kontinuität. Im Gegensatz zu den vorangegangenen Jahrzehnten haben sich kaum Veränderungen ergeben, fast durchgehend hießen die Ligen DEL, DEL 2, Oberliga Nord, Regionalliga Nord, Verbandsliga Nord und Landesliga Nord.
Einzige Ausnahmen war die Umwandlung der 2. Bundesliga in die DEL 2 zur Saison 2013/14 sowie die Jahre 2013–2016, in denen es keine Verbandsliga gab und unter der Regionalliga Nord direkt die Landesliga Nord als fünfthöchste Spielklasse folgte.
Ein Großteil der Eishockeyaktivitäten im Harz findet mittlerweile auf der Ebene des Hobby-Spielbetriebs statt.

## Eissportplätze im Harz

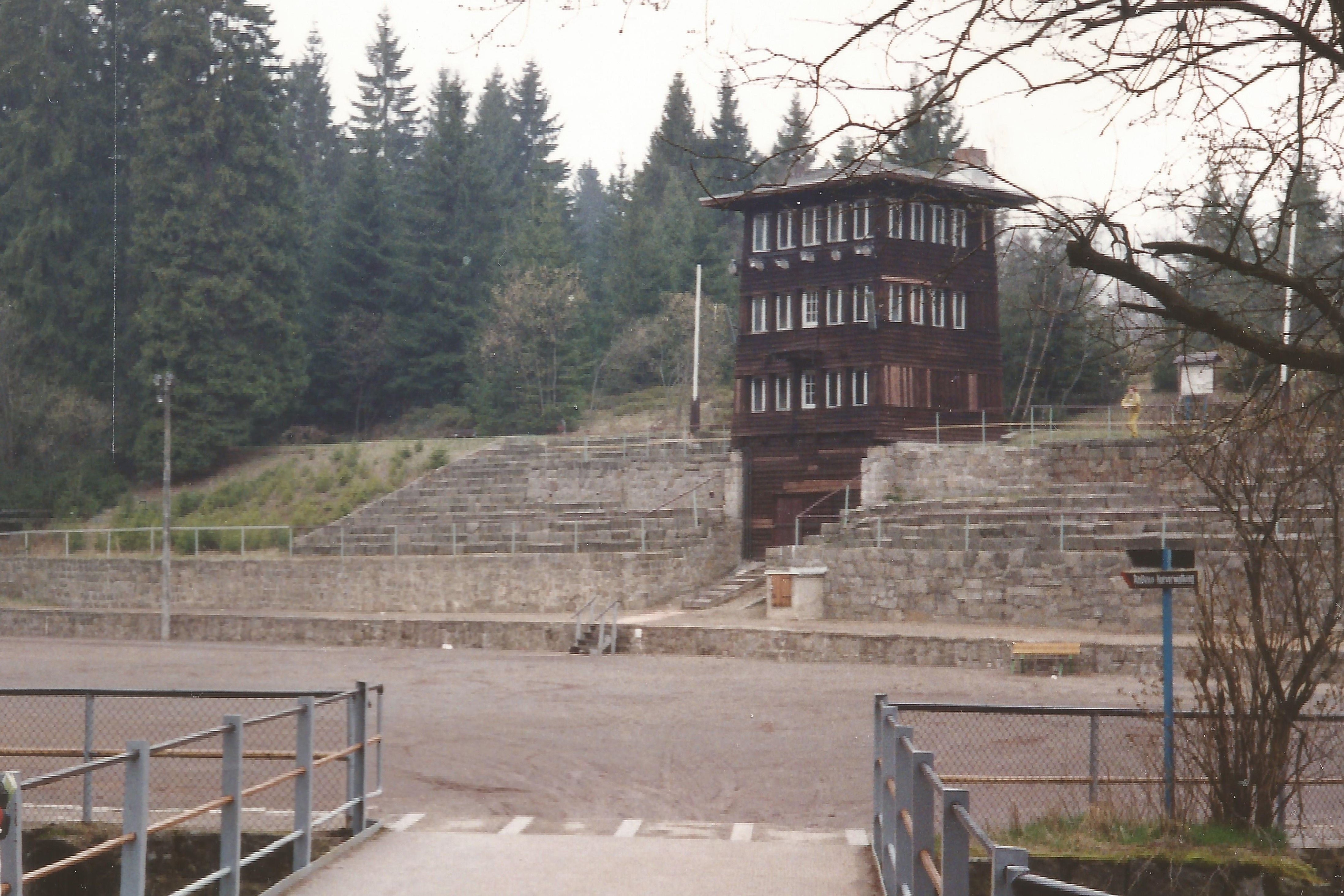
Natureisstadion Schierke mit Tribüne und Kampfrichterturm, 1990

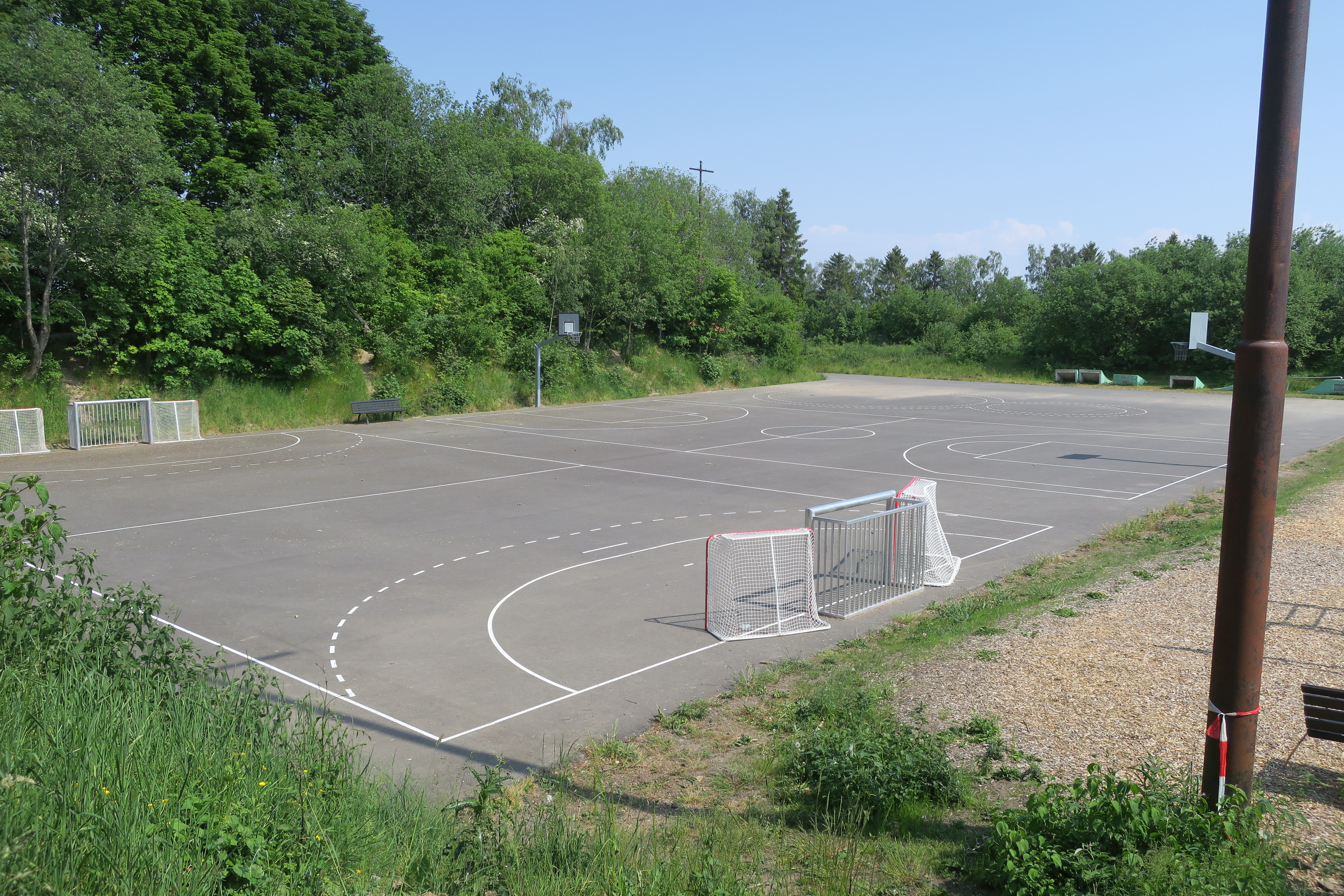
Ehemaliges Natureisstadion Von-Langen-Straße, Braunlage, 2023

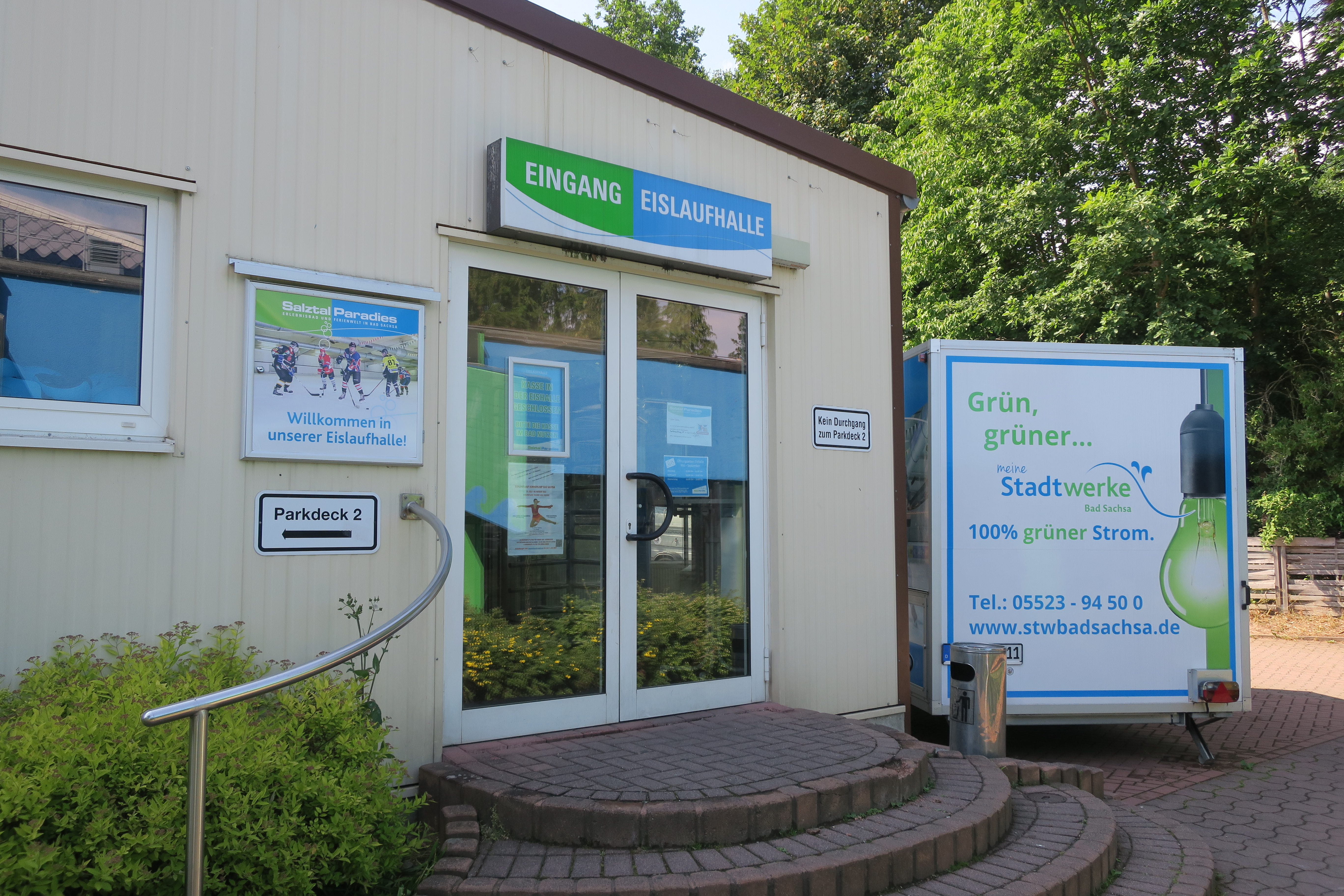
Eislaufhalle Bad Sachsa, Eingangsbereich, 2023

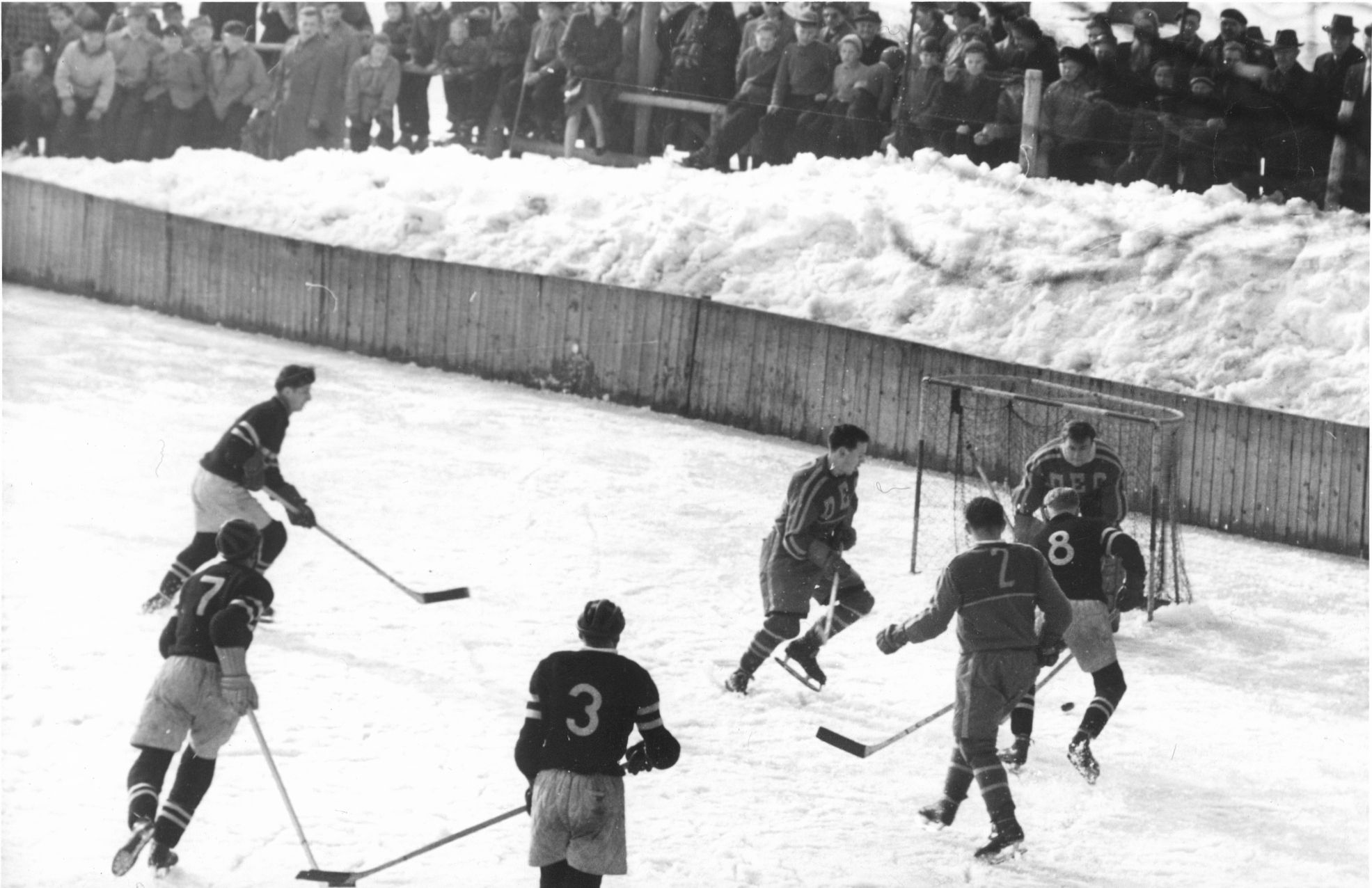
Freundschaftsspiel zwischen dem WSV Clausthal-Zellerfeld und der Düsseldorfer EG im Februar 1955 in Clausthal-Zellerfeld

Zunächst wurde Eishockey im Harz auf den vielen vorhandenen Natureisflächen auf Teichen oder auf unter Wasser gesetzten Wiesen oder Plätzen gespielt. Der Bau von Eisstadien und Eishallen stellte in vielerlei Hinsicht eine Verbesserung bei der Ausübung des Eishockeysports dar. Nachfolgend wird zwischen Eissportplätzen unterschieden, die zumindest einige der wesentlichen Kriterien eines Eisstadions erfüllen (bauliche Einheit, Tribüne, Beleuchtung, später auch Kunsteis und Überdachung) und in denen regelmäßig Eishockey gespielt wurde und solchen Sportplätzen, bei denen im Winter lediglich zufrierende Flächen für den Schlittschuhlauf und Eishockeybetrieb genutzt wurden.

### Schierke: Natureisstadion/Schierker Feuerstein Arena (seit 1910/2017)
Im September 1910 ergriff der Schierker Gastronom Otto Hartmann die Initiative zum Bau eines großen Eisplatzes auf dem Grundstück des Kurhauses und Hotels Fürstenhöh. Die Eisfläche war so dimensioniert, dass sie sich für Eishockeyspiele nach kanadischen Regeln eignete. Das Stadion diente dem im November 1910 gegründeten Eishockey- und Skeleton-Club Schierke (später SV Schierke) als Spielstätte. Für die 1. Wintersportmeisterschaft der DDR in Schierke im Jahr 1950 wurden zusätzliche Holztribünen aufgebaut, so dass das Stadion zwischenzeitlich Platz für ca. 10.000 Zuschauer bot. Die BSG Einheit Schierke, später SG Dynamo Schierke, trug ihre Heimspiele im DDR-Ligaspielbetrieb bis zum Beginn der 1970er-Jahre im Natureisstadion in Schierke aus. Auch danach fanden noch sporadisch Eishockeyspiele auf Natureis statt, sofern es die Wetterlage zuließ. Im Jahr 2017 wurde das unter Denkmalschutz stehende Stadion überdacht und mit einer Kunsteisfläche ausgestattet. Das nun als Schierker Feuerstein Arena benannte Stadion ist somit witterungsunabhängig nutzbar und bietet bei Eishockeyspielen 2.500 Zuschauern Platz.

### Braunlage: Eisstadion Von-Langen-Straße (1965–1971)
In Braunlage wurde bis Anfang der 1970er-Jahre ausschließlich auf Natureis gespielt, zunächst auf dem Kollieteich (später Gondelteich) im Bereich des heutigen Kurparks (bis 1961), dann auf der Eisbahn Harzburger Straße (1962–1964). Mitte der 1960er-Jahre wurde in Braunlage im Bereich des Sportplatzes an der Von-Langen-Straße ein Asphaltplatz als Eisfläche hergerichtet. Die noch immer auf Natureis stattfindenden Eishockeyspiele konnten vom Hang, der am Rand der Eisfläche aufragte, von den Zuschauern verfolgt werden. Das Natureisstadion bot zudem die Möglichkeit, unter Flutlicht zu spielen. Die Flutlichtmasten sind auf dem Gelände des ehemaligen Natureisstadions noch heute vorhanden. Aufgrund geringer werdender Kapazitäten, die Eisbahn regelmäßig zu präparieren, wurde diese Spielstätte 1971 aufgegeben. Die heute noch gut zu erkennende Asphaltfläche wurde zwischenzeitlich als Streethockeyplatz und Skateboardbahn genutzt.

### Altenau: Eishalle im Sportzentrum Aqua-Polaris (1971–2007)
Eishockey wurde in Altenau in der 1971 errichteten Eishalle des Sportzentrums Aqua-Polaris gespielt. Das Stadion hatte eine Zuschauerkapazität von 1.200 Plätzen. Hier spielte eine Reihe von Harzer Teams: EG Oberharz, SC Altenau, EHC Osterode, ESG Vienenburg/Wiedelah, USC Clausthal-Zellerfeld sowie das Hobbyteam des RK Goslar. Ab 1971 bis zur Eröffnung des Eisstadions in Braunlage trug auch der WSV Braunlage seine Heimspiele in Altenau aus. Ebenso trug der TV Jahn Wolfsburg in den 1970er-Jahren seine Heimspiele in Altenau aus, da es in Wolfsburg damals noch keine Eishalle gab. Darüber hinaus spielten hier die Hobby-Teams der Harzer Luchse Altenau, Ice Bulls und Power Bully’s Eishockeyteam. Die Eishalle Altenau wurde 2007 geschlossen und abgerissen und musste dem Bau der Kristall-Therme „Heißer Brocken“ weichen.

### Braunlage: Eisstadion am Wurmberg (seit 1974)
Erste Ideen zum Bau eines Kunsteisstadions bestanden seit Anfang der 1960er-Jahre. Erst 1969 begannen jedoch die konkreten Planungen, als ein „Bauausschuss Kunsteisstadion“ im Braunlager Kurhaus eingerichtet wurde. Als Standort wurde das von der Stadt Braunlage erworbene und direkt an der Bode gelegene Grundstück des ehemaligen Sägewerks Fuchs ausgewählt. Im Jahr 1970 beschloss der Rat der Stadt den Bau des Stadions, der erste Spatenstich erfolgte 1972. Das 2.548 Zuschauer fassende „Eisstadion am Wurmberg“ wurde schließlich am 31. August 1974 eröffnet. Das Braunlager Eisstadion ist seit 1974 Heimspielstätte der Braunlager Männer-, Frauen- und Nachwuchseishockeymannschaften. Zudem wurde es in den 1980er-Jahren von der EHG Bad Lauterberg und in den 1990er-Jahren vom benachbarten ESV Schierke sowie seit dem Abriss des Eisstadions in Altenau im Jahr 2007 von den Mannschaften des EHC Osterode für die Heimspiele genutzt. Zusätzlich sind im Stadion reine Hobbyteams wie z. B. die Harzer Luchse beheimatet.

### Bad Sachsa: Eislaufhalle im Salztal-Paradies (seit 2001)
Die Eislaufhalle in Bad Sachsa wurde 2001 als Teil des Salztal-Paradies eröffnet. Auf der 30 × 45 Meter großen Eisfläche trainieren und spielen verschiedene Hobby-Teams wie z. B. die Black Caps Walkenried, EHSG Moose Bad Sachsa und Ice Age Bad Sachsa. Darüber hinaus finden auch Turniere (z. B. Salztal Bowl) sowie die jährlich organisierten Eishockeyschulen für Kinder und Jugendliche statt.
| Eishockeystandort    | Natureisfläche                                              | Nutzungszeit        |
| -------------------- | ----------------------------------------------------------- | ------------------- |
| Bad Lauterberg       | Wiesenbeker Teich, Beberteich, Odertalsperre                | ca. 1965–1980       |
| Bad Sachsa           | Schmelzteich                                                | 1950er/1960er-Jahre |
| Benneckenstein       | Freibad                                                     | 1950er-Jahre        |
| Braunlage            | Kollieteich (später Gondelteich), Eisbahn Harzburger Straße | 1910–1964           |
| Clausthal-Zellerfeld | Eulenspiegler Teich                                         | 1950er/1960er-Jahre |
| Hahnenklee           | Kranichteich, Kuttelbacher Teich                            | 1950er/1960er-Jahre |
| Ilsenburg            | Ziegelhüttenteich, Tennisplätze Kastanienallee              | 1949–1964           |
| Schierke             | Schluftwiesen                                               | bis 1910            |

### Natureisbahnen und temporäre Eisbahnen
Nahezu alle Harzorte boten den Touristen im Winter Eislaufmöglichkeiten. Diese wurden regelmäßig auch für Eishockeyspiele genutzt. Eisflächen wurden auf zugefrorenen Seen, überschwemmten Wiesen oder Sportplätzen und sogar in Schwimmbädern präpariert. Um die Spielfläche herum wurden Banden aus Holz errichtet, und die Zuschauer standen dicht gedrängt direkt am Spielfeldrand. Häufig konnten die umliegenden Hänge als eine Art Tribüne genutzt werden. Die nebenstehende Tabelle bietet einen (unvollständigen) Überblick über Natureisbahnen im Harz.
Ein Sonderfall bestand in Wernigerode. Im Vorfeld der Landesgartenschau 2006, die in Wernigerode stattfand, wurde am Schreiberteich etwa um das Jahr 2004 ein ehemaliges Möbelhaus zu einer Eissporthalle umgebaut und für einige Jahre betrieben.
Aufgrund technischer Probleme stiegen die Betriebskosten enorm an, sodass der Betreiber sich im Januar 2010 entschloss, die Eishalle zu schließen. Ein regelmäßiger Eishockeyspielbetrieb fand dort jedoch nicht statt.

## Eishockeystandorte im Harz

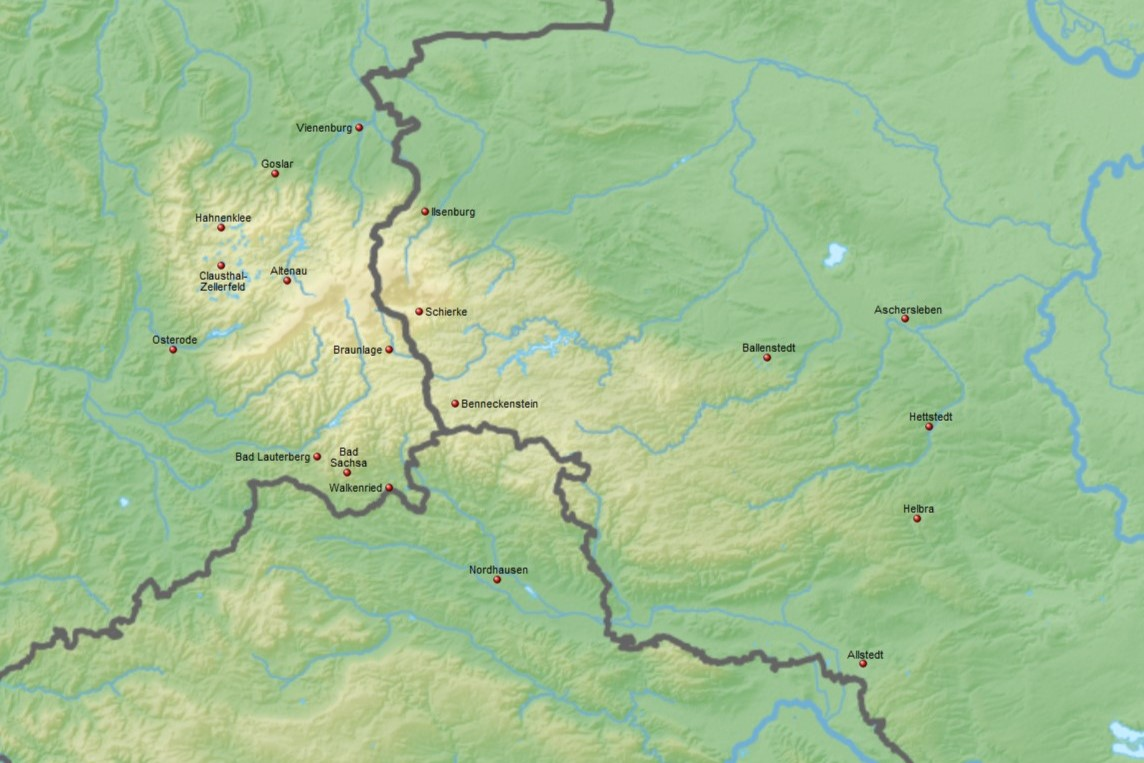
Eishockeystandorte in der Region Harz

### Allstedt
In der im heutigen Landkreis Mansfeld-Südharz liegenden Stadt Allstedt wurde in den 1950er- und 1960er-Jahren Eishockey gespielt. Die BSG Stahl Allstedt spielte in der Bezirksliga Halle, wo sie in den Saisons 1953/54 und 1954/55 sowie 1961/62 und 1962/63 jeweils Spitzenplätze belegte, ihr ein Aufstieg in die nächsthöhere Spielklasse jedoch nicht gelang. Trägerbetrieb war ein metallverarbeitender Volkseigener Betrieb in der von Kupferbergbau und Metallverarbeitung geprägten Region. Die BSG Stahl Allstedt erhielt im Januar 1957 eine Einladung des WSV Braunlage für ein im Februar 1957 geplantes Eishockeyturnier in Braunlage, zu dem auch der ESV Schierke eingeladen war. In der Saison 1964/65 traten die Allstedter in Kooperation mit dem benachbarten Niederröblingen, heute ein Ortsteil der Stadt Allstedt, als BSG Aktivist Niederröblingen/Allstedt in der Bezirksliga Halle an. In dieser Saison qualifizierte sich die BSG Aktivist Niederröblingen/Allstedt für die Aufstiegsrunde zur Gruppenliga, für die sich auch die Teams BSG Stahl WW Hettstedt, WSG Rudolf Harbig Dessau und HSG TH Chemie Merseburg qualifiziert hatten. Die Zuordnung zur Sportvereinigung Aktivist deutet darauf hin, dass die Spielgemeinschaft einen Trägerbetrieb hatte, der aus dem Umfeld der Kupfererz-Schachtanlage „Bernard Koenen“ bei Niederröblingen stammte. Wie auch in Ballenstedt wurde in späteren Jahren vom Eishockey zum Rollhockey gewechselt. Die BSG Mansfeld Kombinat Allstedt war im Herren-Rollhockey erfolgreich und wurde 1980 und 1981 DDR-Vizemeister und 1979 und 1982 Dritter der DDR-Meisterschaft. Auch im 1990 neu gegründeten SV Allstedt ist Rollhockey die erfolgreichste Sparte des Vereins.

### Altenau
Die heute zu Clausthal-Zellerfeld und dem Landkreis Goslar gehörende ehemals freie Bergstadt Altenau war aufgrund der von 1971 bis 2007 existierenden Eishalle im Sportzentrum Aqua Polaris von Bedeutung als Heimat von Eishockeyteams aus verschiedenen Harzorten. Es nahmen aber auch Altenauer Teams am Spielbetrieb teil, zunächst in der Regionalliga Nord für zwei Saisons die ESG Oberharz (1973–1975), die danach im Ski-Club Altenau aufging und als SC Altenau bis 1977 noch zwei weitere Saisons in der Regionalliga Nord spielte. Im Jahr 1999 gründete sich der EC Altenau aus ehemaligen Spielern des EHC Osterode und spielte in der Saison 1999/2000 in der Niedersachsenliga. Das Team zog sich aus sportlichen und finanziellen Gründen jedoch schon nach einem Jahr zurück und spielte in der Saison 2000/01 als Spielgemeinschaft EHC Osterode/EC Altenau in der Braunschweiger Hobbyliga. Später schloss man sich unter dem Namen EC Altenau „Die Oberharzer“ der Mitteldeutschen Hockeyliga an. Zudem spielten in Altenau auch die Hobby-Teams Harzer Luchse Altenau (bis 2008), Power Bully’s Eishockeyteam (1997–2011) und die Ice Bulls Harz (1997–2011).

### Aschersleben
In der Saison 1949/50 wurde eine Eishockeymannschaft aus der am Nordostrand des Harzes im heutigen Salzlandkreis gelegenen Stadt Aschersleben als eine von acht Mannschaften zur Teilnahme an der Eishockey-Landesmeisterschaft Sachsen-Anhalt gemeldet. Aschersleben sollte zusammen mit den Teams aus Ilsenburg, Granschütz, Halle, Weißenfels und Merseburg eine Kreismeisterschaft ausspielen, deren beide Erstplatzierte zusammen mit den bestplatzierten Teams des Vorjahres aus Schierke und Ballenstedt ein Turnier um die Landesmeisterschaft Sachsen-Anhalts austragen sollten.

### Bad Lauterberg

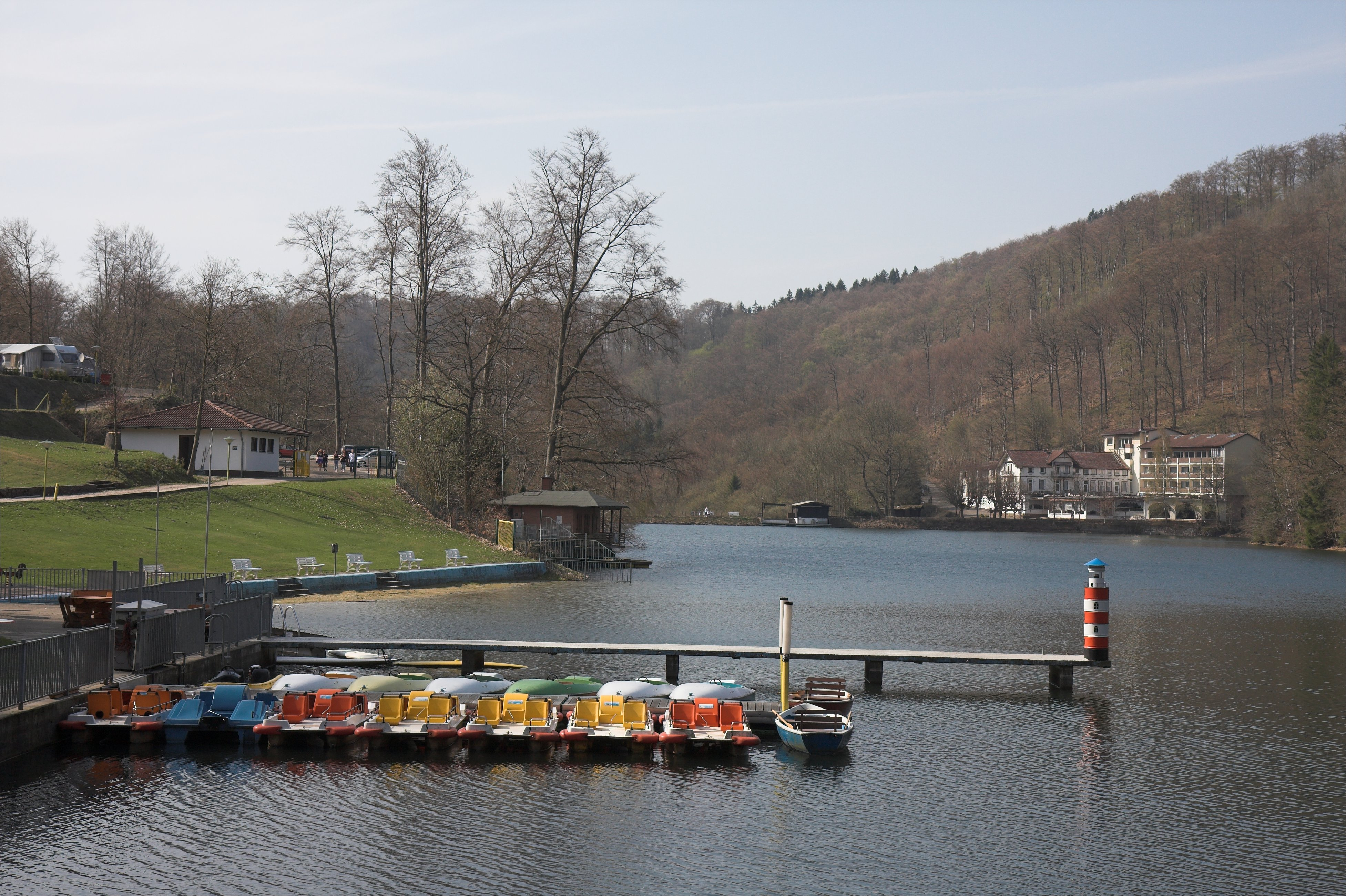
Wiesenbeker Teich, Keimzelle der EHG Bad Lauterberg

In der am Südharzrand gelegenen Stadt Bad Lauterberg im Harz im heutigen Landkreis Göttingen wurde bereits Mitte der 1960er-Jahre Eishockey gespielt. Das erste Eishockeyspiel fand im Januar 1965 auf dem Wiesenbeker Teich zwischen einer Jugend- und einer Erwachsenenmannschaft statt, nachdem der LSKW Bad Lauterberg die Eisfläche präpariert hatte, um Eishockey und Eislauf zu ermöglichen. Unterstützung bekam er dabei vom WSV Braunlage.
Die später am offiziellen Ligaspielbetrieb teilnehmende Eishockeygemeinschaft (EHG) Bad Lauterberg hatte ihren Ursprung in Freizeitspielern, die ab Mitte der 1970er-Jahre in den Wintern auf dem Wiesenbeker Teich, der Odertalsperre und dem Beberteich spielten und die Eishockeytradition aus der Mitte der 1960er-Jahre wieder aufnahmen. Das erste Mannschaftsspiel Mitte der 1970er-Jahre auf dem Wiesenbeker Teich organisierte der Segelclub Bad Lauterberg (SCBL) gegen den Ruderklub Goslar. Das Rückspiel beim RK Goslar wurde in der Eissporthalle Altenau ausgetragen. Die Gründungsversammlung der EHG Bad Lauterberg fand 1979 statt. Mitte 1980 schloss sich die EHG als Abteilung dem LSKW Bad Lauterberg an, um am regulären Spielbetrieb des Niedersächsischen Eissport-Verbands teilnehmen zu können.
In der Saison 1980/81 startete die zunächst ausschließlich aus Bad Lauterberger Spielern bestehende Mannschaft erstmalig in der Niedersachsenliga. Ab der Saison 1982/1983 stießen dann die ersten ehemaligen Braunlager Spieler zum Kader. Von 1980 bis 1989 spielten die Lauterberger – mit einigen Unterbrechungen – in der fünft- bzw. sechstklassigen Landesliga Niedersachsen, wo in der Regel ein Mittelfeldplatz belegt werden konnte. Erfolgreichste Spielzeiten waren 1983/84 und 1987/88 als jeweils die Vizemeisterschaft der Landesliga Niedersachsen erreicht wurde. Nachdem aus personellen und finanziellen Gründen ein Jahr Pause eingelegt werden musste, trat man in der Saison 1990/91 als Spielgemeinschaft mit dem EHC Osterode als SG Osterode/Bad Lauterberg in der Landesliga Niedersachsen an. Die EHG Bad Lauterberg trainierte in der Regel in Braunlage und trug ihre Heimspiele entweder im rund 20 Kilometer entfernten Wurmbergstadion in Braunlage oder in der rund 25 Kilometer entfernten Eishalle des Sportzentrums Aqua-Polaris in Altenau aus.
In späteren Jahren waren in Bad Lauterberg Hobbyteams aktiv, wie z. B. in der Saison 2017/18 die Eishockeyfreunde Barbis, das Team Bartolfelde sowie das Team Osterhagen. Trainiert wurde in der Eislaufhalle im Salztal-Paradies im benachbarten Bad Sachsa, gespielt, sofern die Witterung es zuließ, auf dem Eisteich in Bad Lauterberg-Osterhagen oder dem Beberteich in Bad Lauterberg-Barbis.

### Bad Sachsa

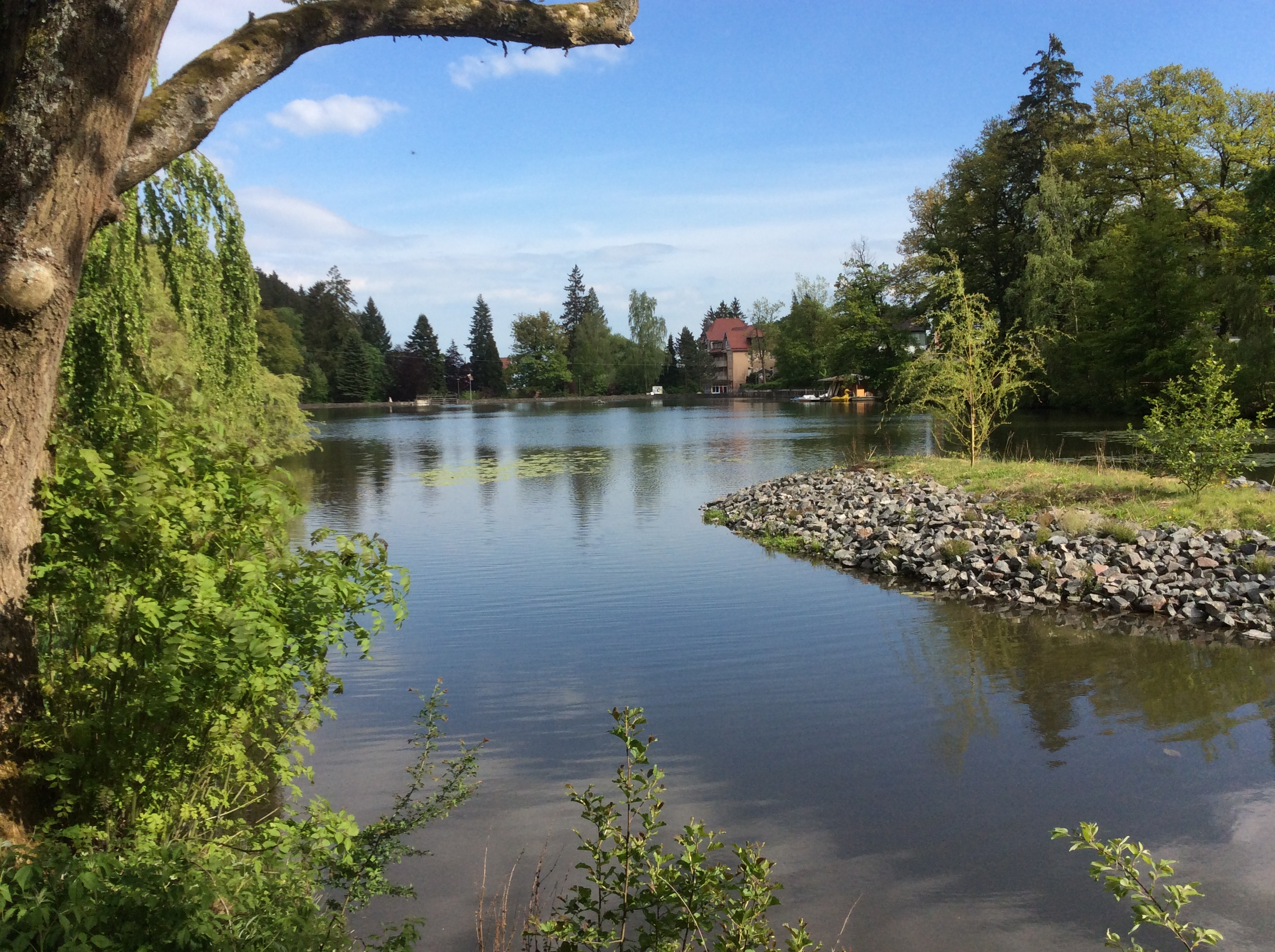
Schmelzteich, ehemalige Heimspielstätte des WSV Bad Sachsa

Im heute dem Landkreis Göttingen zugehörigen Kurort Bad Sachsa, am südlichen Harzrand gelegen, spielte nach dem Zweiten Weltkrieg bis in die 1960er-Jahre der WSV Bad Sachsa, der seine Heimspiele auf dem Schmelzteich austrug. In der Saison 1947/48 startete der WSV Bad Sachsa zusammen mit WSV 47 Clausthal-Zellerfeld, EV Hahnenklee und WSV Braunlage in einer Harzliga. Ab der Saison 1948/49 trat man in der Niedersachsenliga an.
Seit 2001 steht in Bad Sachsa eine Kunsteisbahn im Salztal-Paradies zur Verfügung, auf der verschiedene Hobbyteams trainieren und spielen, wie beispielsweise EHSG Moose Bad Sachsa (aktiv z. B. 2019) oder Ice Age Bad Sachsa (aktiv z. B. 2022/23).

### Ballenstedt
Nach dem Zweiten Weltkrieg wurde im heute im Landkreis Harz am Nordharzrand gelegenen Ballenstedt bis Anfang der 1970er-Jahre Eishockey gespielt. Bereits im Jahr der DDR-Gründung war Ballenstedt eine von acht gemeldeten Mannschaften für die Teilnahme an der Eishockey-Landesmeisterschaft Sachsen-Anhalts. In den 1950er-Jahren wurde in Ballenstedt unter dem Namen BSG Traktor in der Bezirksliga Halle gespielt. Das Team der BSG Einheit Ballenstedt nahm in den Jahren 1958 bis 1970 am Eishockey-Spielbetrieb des Deutschen Sportausschusses, Sektion Eis- und Rollhockey, teil. Von 1958 bis 1963 spielte die BSG Einheit in der drittklassigen 2. Liga (später Gruppenliga), wo in den Saisons 1961/62 und 1963/64 jeweils ein zweiter Staffelplatz belegt werden konnte. Durch Reorganisation des Ligensystems wurde die Gruppenliga zwischen 1965 und 1970 zur zweithöchsten Spielklasse. Dort konnte in den Saisons 1966/67 und 1967/68 jeweils der dritte Platz in der Staffel 2 der Gruppenliga erreicht werden. Nach dem Leistungssportbeschluss im Jahr 1969 konnte Eishockey in Ballenstedt nur noch unter Eigenregie fortgeführt werden und kam mit der Zeit völlig zum Erliegen. Viele Akteure wechselten zum Rollhockey. Das Rollhockeyteam der BSG Chemie Ballenstedt wurde in den Jahren 1985, 1989 und 1990 DDR-Meister und stellte somit auch den letzten Rollhockey-Meister der DDR.
Der später für den SC Dynamo Berlin spielende und als Schiedsrichter für den ESV Schierke aktive Gerhard Müller stammt aus Ballenstedt, wo er mit dem Eishockeyspielen begann.

### Benneckenstein
In der Stadt Benneckenstein wurde Anfang der 1950er-Jahre Eishockey gespielt. Benneckenstein gehörte nach dem Zweiten Weltkrieg bis 1952 zum Landkreis Nordhausen im Land Thüringen. Daher meldete die BSG Harzer Holzindustrie Benneckenstein in der Saison 1951/52 ihre Teilnahme an der Eishockey-Landesmeisterschaft Thüringen. Dort wurde das Team der Staffel Nord zugeordnet und wäre auf die Mannschaften BSG Textil Apolda, BSG Mechanik Gera, HSG Friedrich-Schiller-Universität Jena und BSG Motor Weimar getroffen. Die BSG Harzer Holzindustrie Benneckenstein zog die Mannschaft jedoch aus der Liga zurück und nahm in der Saison nicht an der Landesmeisterschaft teil. Ab 1952 gehörte Benneckenstein zum Kreis Wernigerode, dem südlichsten Kreis im Bezirk Magdeburg. Seit 1990 gehört die Stadt Benneckenstein dem Bundesland Sachsen-Anhalt an und ist heute Teil der Stadt Oberharz am Brocken im Landkreis Harz.

### Braunlage
In Braunlage (Landkreis Goslar) nahmen über die Jahrzehnte mehrere Eishockeyvereine am regulären Ligaspielbetrieb des Niedersächsischen Eissport-Verbands bzw. Deutschen Eishockey-Bunds teil und repräsentieren die Kontinuität des Braunlager Eishockeysports seit Beginn des 20. Jahrhunderts. In den ersten rund 70 Jahren wurde Eishockey im Wintersportverein Braunlage betrieben (bis 1984), fortgesetzt durch den EC Braunlage (1984–1995), den Braunlager EHC/Harz (1995–2000), den Braunlager SC/Harz (2000–2006), die ESC Harzer Wölfe (2006–2012) und schließlich die EC Harzer Falken (seit 2012). In den 1950er Jahren gelangen dem WSV Braunlage einige Titel als Niedersachsenmeister. Bis Anfang der 1970er-Jahre wurde noch auf Natureis gespielt, ab 1974 im Eisstadion am Wurmberg. Größte Erfolge waren die Spielzeiten in der zweithöchsten Spielklasse 1984/85 und 1985/86 (2. Bundesliga Nord) sowie 1997/98 bis 1999/2000 (1. Liga bzw. 2. Bundesliga). In der Saison 1998/99 erreichte der Braunlager EHC/Harz in der Vorrunde der 2. Bundesliga den 7. Platz und somit die Play-Off-Runde, in der er gegen den späteren Finalisten EC Bad Nauheim mit 1:3 Spielen ausschied. Nach zwei Insolvenzen in den Jahren 2006 und 2009/2012 repräsentieren nunmehr die EC Harzer Falken das Braunlager Eishockey. Nach einigen Jahren in der Oberliga spielt man seit 2019 in der Regionalliga Nord. Trotz regelmäßiger Spitzenplatzierungen wurde eine neuerliche Aufstiegsoption in die drittklassige Oberliga Nord nicht wahrgenommen.
Zwischen 1994 und 2008 existierte im WSV Braunlage ein Fraueneishockeyteam, das von 2000 bis 2006 für sechs Saisons in der höchsten Spielklasse, der Bundesliga Nord, spielte. Größte Erfolge waren der DEB-Pokalsieg 2003 sowie die Teilnahme an der Endrunde um die deutsche Meisterschaft in der Saison 2004/05.
Neben den leistungsorientierten Braunlager Mannschaften existieren in Braunlage auch Hobbyteams, wie beispielsweise die Harzer Luchse (seit 2011). oder das Team der Harzer Jungs, welches zwischen 2018 und 2020 an den deutschen Pondhockeymeisterschaften teilnahm und 2020 den Titel holte.

### Clausthal-Zellerfeld
In den 1950er- und 1960er-Jahren Jahren nahmen Teams aus dem heute im Landkreis Goslar liegenden Clausthal-Zellerfeld am Spielbetrieb des Niedersächsischen Eissportverbands teil. In den Jahren wurde unter den Namen WSV, WSV 47 oder ESC Clausthal-Zellerfeld in der Niedersachsenliga angetreten. In der Saison 1950/51 wurde der WSV Clausthal-Zellerfeld Niedersachsenmeister. Gespielt wurde auf Natureis auf dem Teich am Klosterhof.
Nach der Eröffnung der Eissporthalle Altenau spielte die EG Oberharz als Abteilung der TSG Clausthal-Zellerfeld in den Saisons 1973/74 und 1974/75 in der Regionalliga Nord.
In den 1980er-Jahren wurde Eishockey an der Technischen Universität Clausthal im Universitäts-Sport-Club Clausthal-Zellerfeld gespielt. Der USC Clausthal-Zellerfeld spielte ab 1980/81 bis 1993/94 in der Landesliga Niedersachsen. In der Saison 1991/92 wurde der 2. Platz belegt, der zur Teilnahme an der Relegation zur Niedersachsenliga berechtigte. In der Gruppe 2 der Relegationsrunde wurde schließlich der 3. Platz belegt.

### Goslar
In der Kreisstadt Goslar trug der Ruderklub Goslar in den 1970er-Jahren sporadisch Freundschaftsspiele aus. Der RK Goslar war auf dem Wiesenbeker Teich bei Bad Lauterberg erster Gegner des Segelclubs Bad Lauterberg (SCBL), aus dem später die EHG Bad Lauterberg hervorging. Zum Rückspiel empfing der RK Goslar die Bad Lauterberger in der Eissporthalle Altenau.

### Hahnenklee

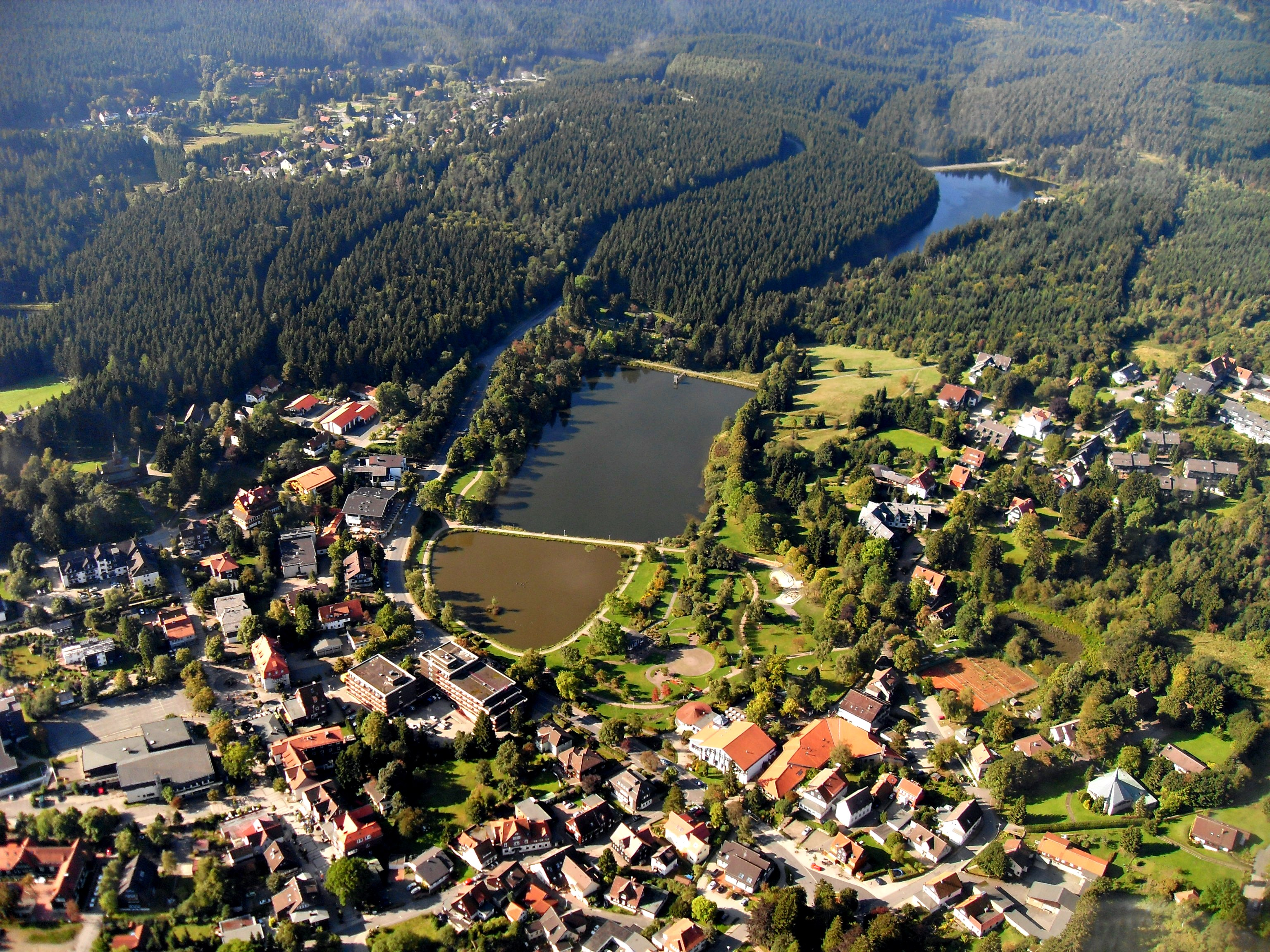
Ortskern mit Kurpark und den Kranicher Teichen, ehemalige Spielstätte des EV Hahnenklee

Im heute zur Stadt Goslar gehörenden Hahnenklee spielte die SG Hahnenklee in den 1950er und 1960er Jahren in der Niedersachsenliga. Die SG Hahnenklee trug ihre Heimspiele auf dem Kranichteich aus, eine weitere Eislauffläche stand auf dem Kuttelbacher Teich zur Verfügung. Regelmäßige Gegner waren WSV Braunlage, WSV Clausthal-Zellerfeld und RESG Hannover.

### Helbra
Die Gemeinde Helbra (Landkreis Mansfeld-Südharz) hatte mit der BSG Stahl Helbra in den 1950er-Jahren ein Eishockeyteam, das in der Bezirksliga Halle spielte. In den Saisons 1953/54 und 1954/55 hießen die Gegner BSG Einheit Mitte Halle, BSG Stahl Allstedt und BSG Traktor Ballenstedt.

### Hettstedt
Die BSG Stahl Walzwerk aus der Stadt Hettstedt, Landkreis Mansfeld-Südharz, kurz BSG Stahl WW Hettstedt wurde 1952 durch Fusion gegründet. In der Saison 1955/56 sicherte sich das Eishockeyteam der BSG Stahl WW Hettstedt den Titel des Bezirksmeisters im Bezirk Halle und qualifizierte sich dadurch für die Aufstiegsrunde zur 2. Liga, die damals nach der Oberliga und 1. Liga die dritthöchste Spielklasse im DDR-Eishockey war. In der Aufstiegsrunde wäre Hettstedt auf die BSG Stahl Brotterode getroffen. Das Spiel fand jedoch nicht statt, da sich Hettstedt zurückzog. In der Saison 1964/65 qualifizierte sich die BSG Stahl WW Hettstedt für die Aufstiegsrunde zur Gruppenliga, für die sich auch die Teams WSG Rudolf Harbig Dessau, BSG Aktivist Niederröblingen/Allstedt und HSG TH Chemie Merseburg qualifiziert hatten.
In Hettstedt wurde parallel auch erfolgreich Rollhockey gespielt. Die BSG Stahl Hettstedt wurde im Jahr 1964 DDR-Meister im Rollhockey der Männer.

### Ilsenburg
In der am Nordharzrand im Landkreis Harz gelegenen Stadt Ilsenburg wurde seit den 1950er-Jahren Eishockey gespielt. Bereits in der Saison 1949/50 meldete das Eishockeyteam aus Ilsenburg zur Kreismeisterschaft für die Qualifikation zur Landesmeisterschaft Sachsen-Anhalt. Die BSG Stahl Ilsenburg spielte zunächst in der Bezirksliga Magdeburg und setzte sich in der Saison 1955/56 in den Aufstiegsspielen zur 2. Liga gegen BSG Einheit Mitte Schwerin und BSG Motor Crimmitschau (wurde disqualifiziert) durch. Nach dem Aufstieg nahm die BSG Stahl Ilsenburg in den Jahren 1956 bis 1963 am höherklassigen Eishockey-Spielbetrieb im DDR-Ligensystem teil. Gespielt wurde in Ilsenburg auf Natureis, zunächst auf dem Ziegelhüttenteich an der Kastanienallee. Später wurde auf den oberhalb des Ziegelhüttensees liegenden Tennisplätzen (heute Einfamilienhäuser) im Winter das Eis bereitet. Von 1956 bis 1963 spielte die BSG Stahl Ilsenburg in der drittklassigen 2. Liga (später Gruppenliga). In der Saison 1960/61 hätte die BSG Stahl Ilsenburg als Unterlegener gegen BSG Wismut Annaberg im Entscheidungsspiel zur Bezirksliga absteigen sollen, profitierte aber von der in der 1. Liga anstehenden Welle von Team-Auflösungen. Da die dadurch freigewordenen Startplätze mit bisherigen Teams der 2. Liga aufgefüllt wurden, behielt die BSG Stahl ihren Platz in der dritten Spielklasse. Für die Saison 1963/64 war die BSG Stahl Ilsenburg als fünfter Teilnehmer für die Staffel 2 der Gruppenliga vorgesehen, zog das Team jedoch vor Saisonbeginn zurück.

### Nordhausen
In der thüringischen Kreisstadt Nordhausen, am südlichen Harzrand gelegen, startete die BSG Einheit Nordhausen in der Saison 1955/56 in der Bezirksliga Erfurt, Staffel 2.

### Osterode
Der EHC Osterode ging aus einem Fanclub des EC Braunlage hervor und gründete sich im Dezember 1983 als EHC Südharz, die Eintragung ins Vereinsregister erfolgte im September 1984. Im Jahr 1985 wurde der Verein als EHC Südharz e. V. beim Niedersächsischen Eissport-Verband angemeldet. In der Saison 1985/86 startete der EHC Südharz erstmalig in der Landesliga Niedersachsen, die Heimspiele wurden in der Eissporthalle Altenau ausgetragen. Zur Saison 1987/88 erfolgte eine Namensänderung, aus dem EHC Südharz wurde der Eishockeyclub EHC Osterode e. V. Bis zur Saison 1990/91 spielte der EHC Osterode in der Landesliga Niedersachsen (in der Saison 1990/91 als Spielgemeinschaft mit der EHG Bad Lauterberg), gefolgt von drei Saisons bis 1994 in der Niedersachsenliga. Danach trat eine etwa zehnjährige Phase des Hobbyspielbetriebs ein, in der der EHC Osterode vorwiegend zu Freundschaftsspielen antrat und an verschiedenen Hobby-Ligen teilnahm (Mitteldeutsche Hockey Liga, Titelträger 1997; Harz/Heide Liga/Challenge Cup und Harz Cup). Von 2005 bis 2009 folgte noch einmal ein Intermezzo im regulären Spielbetrieb mit zwei Saisons in der Niedersachsenliga und zwei Saisons in der Verbandsliga Nord-Ost. In der Saison 2007/08 konnte in der Verbandsliga Nord-Ost ein beachtlicher 3. Platz belegt werden. Die Aufstiegsberechtigung in die Regionalliga Nord wurde jedoch nicht wahrgenommen. Zwischen 2003 und 2010 wurde zusätzlich eine 1b-Mannschaft aufgestellt, die ausschließlich im Hobbyspielbetrieb agierte. Durch die Schließung der Eishalle in Altenau wechselte der EHC Osterode im Jahr 2007 ins Wurmbergstadion nach Braunlage. Seit 2011 tritt der EHC Osterode zeitweilig mit dem Zusatz „EHC Osterode – die Harzer Jäger“ an. Der EHC Osterode trägt regelmäßig regionale Freundschaftsspiele aus und nimmt an regionalen sowie überregionalen Turnieren für Hobby-Eishockeymannschaften teil.
Neben der Männermannschaft existierte zwischen 1992 und 2006 ein Frauen-Eishockeyteam. Zunächst als EHC Eishexen und ab 1997 als EHC Eisbären Osterode an den Start gehend wurde wechselweise im regulären Spielbetrieb, wie auch in Hobbyligen gespielt. In den Jahren 1994 bis 1996 traten die Eishockeyfrauen aus Osterode als Spielgemeinschaft mit dem USC Clausthal-Zellerfeld und 2000 bis 2002 mit den Ice Cats Kassel an. Ab der Saison 2000/01 wurde in der viertklassigen 2. Liga Nord/Ost gespielt. In der Saison 2004/05 gelang der Aufstieg in die zweitklassige 2. Liga Nord, in der im Folgejahr der 7. Platz belegt wurde. Nach der Saison 2005/06 traten die Spielerinnen des EHC Osterode dem WSV Braunlage bei, da die geplante Spielgemeinschaft zwischen Osterode und Braunlage in der 2. Liga nicht gestattet war.

### Schierke
Im Herbst und Winter 1910/11 wurde in Schierke (Landkreis Harz) das erste Eisstadion im Harz erbaut. In Schierke fand am 5. Februar 1911 auch das erste Eishockeyspiel im Harz statt. Es wurde zwischen zwei Berliner Mannschaften ausgetragen. Die konstituierende Versammlung des Eishockey- und Skeleton-Club Schierke fand am 13. Oktober 1910 in Berlin statt, die Anmeldung im Vereinsregister erfolgte im November 1910 in Wernigerode. Seitdem wurde in Schierke Eishockey gespielt, die Bildung einer eigenen Eishockeymannschaft erfolgte jedoch erst 1928. Nach dem Zweiten Weltkrieg wurde die Sportgemeinschaft Schierke gegründet. 1952 wurde der Verein in BSG Einheit Schierke umbenannt und 1955 erfolgte erneut eine Umbenennung in SG Dynamo Schierke. Größte Erfolge waren die Teilnahmen an den Endrunden zur deutschen und DDR-Meisterschaft 1934, 1949 und 1950 sowie die Teilnahme an der Bestenermittlung in Crimmitschau 1971. Zu DDR-Zeiten spielten die Schierker Ende der 1960er-Jahre in der zweitklassigen Gruppenliga. Nach der Wende wurde der Verein in Eishockeysportverein Schierke umbenannt. Der ESV nahm zwischen 1990 und 2000 am Spielbetrieb des Niedersächsischen Eissport-Verbands teil und trug in dieser Zeit die Heimspiele im benachbarten Braunlage aus, da das Natureisstadion nicht mehr für Ligaspiele geeignet war. Der ESV Schierke stieg in den 1990er-Jahren bis in die fünftklassige Verbandsliga Nordost auf. Seit dem Jahr 2000 wurden nur noch Freundschaftsspiele ausgetragen, seit 2017 auch wieder in der heimischen Schierker Feuerstein Arena.

### Vienenburg
Vienenburg, heute ein Stadtteil der Kreisstadt Goslar, stellte in den 1980er-Jahren mit der ESG Vienenburg/Wiedelah ein Eishockeyteam, das zunächst als Hobbymannschaft Freundschaftsspiele gegen andere Harzer Teams austrug. So nahm man beispielsweise im April 1981 in Braunlage am Turnier um den Harzpokal teil. Ab Mitte der 1980er Jahre stieg die ESG in den Spielbetrieb des Niedersächsischen Eissport-Verbands ein. Die ESG trug ihre Heimspiele in der rund 25 Kilometer entfernten Eissporthalle Altenau aus. Zwischen 1985 und 1989 spielte die ESG Vienenburg in der Landesliga Niedersachsen und stieg zum Ende der Saison 1988/89 in die Niedersachsenliga auf. Nach der Saison 1989/90, die in der Niedersachsenliga auf Platz 6 beendet wurde, zog sich das Team vom Spielbetrieb zurück.

### Walkenried
Seit 2018 tritt das Hobbyteam der Black Caps Walkenried aus dem Landkreis Göttingen in Turnieren und Freundschaftsspielen an. 2018 und 2021 nahm man an Pondhockeyturnieren in Grefrath und am Bodensee teil. 2019 traten die Black Caps bei Turnieren in Bad Sachsa an, Freundschaftsspiele wurden unter anderem gegen den ESV Schierke ausgetragen. Die Heimspiele werden in der Eislaufhalle Salztal-Paradies in Bad Sachsa ausgetragen.

## Akteure des Harzer Eishockeys
Nachfolgend sind Spielerinnen und Spieler, Trainer und Funktionäre in alphabetischer Reihung aufgeführt, die auf Harzer Wurzeln zurückblicken können. Darüber hinaus wurde das Harzer Eishockey, insbesondere in Braunlage, durch eine Vielzahl von Spielerinnen und Spielern sowie Trainern geprägt, die von außerhalb kamen und im Harz zum Teil für mehrere Jahre aktiv und heimisch blieben.

### Karl Heinz Ackert
Karl Heinz „Mc Essig“ Ackert (* 1940; † 2021) war ein Braunlager Eishockeyspieler, Betreuer, Schiedsrichter und Aktiver in der Verbandsarbeit. Mehr als 50 Jahre lang widmete er sich dem Eishockeysport und durchlief alle Stationen des Braunlager Eishockeys vom Eisteich im Kurpark über die Eisbahn auf dem Fuchs’schen Platz und das Natureisstadion in der Von-Langen-Straße bis zum Eisstadion am Wurmberg. Nach seiner Karriere als Spieler für den WSV Braunlage war er von 1976 bis 1991 als Schiedsrichter tätig. Er war Kontrollausschussmitglied und ab 1992 Kontrollausschussvorsitzender im Niedersächsischen Eissport-Verband (NEV). Für den Deutschen Eishockey-Bund (DEB) war Ackert zwischen 1991 und 2006 als Schiedsrichterbeobachter tätig. Zudem war Heinz Ackert im Fußball für den SV Braunlage aktiv, mit dem er 1962 und 1967 in der Kreisklasse die Meisterschaft und den Aufstieg in die Bezirksklasse erringen konnte.

### Tobias Bannach
Tobias Bannach (* 14. Dezember 1981 in Bad Harzburg) ist ein ehemaliger Eishockeytorwart aus dem Harz. Er durchlief sämtliche Nachwuchsteams in Braunlage. Im Seniorenbereich spielte er zwischen 1999 und 2017 über seine gesamte Karriere für die Braunlager Eishockeyteams Braunlager EHC/Harz, Braunlager SC/Harz, ESC Harzer Wölfe sowie EC Harzer Falken, unterbrochen von der Saison 2004/05, als er dritter Keeper bei den Hannover Scorpions in der DEL war. Der Linksfänger hatte sich durch die Gestaltung seiner Torhütermasken einen besonderen Heimatbezug geschaffen. Als Motive hat er beispielsweise das Foto einer Begegnung aus den 1930er Jahren auf dem Braunlager Eisteich, das Eisstadion mit seinen Pylonen und eine Erinnerung an die langjährige Braunlager „Nr. 14“ Doug Murray auf die Maske sprayen lassen.

### Jens Baxmann

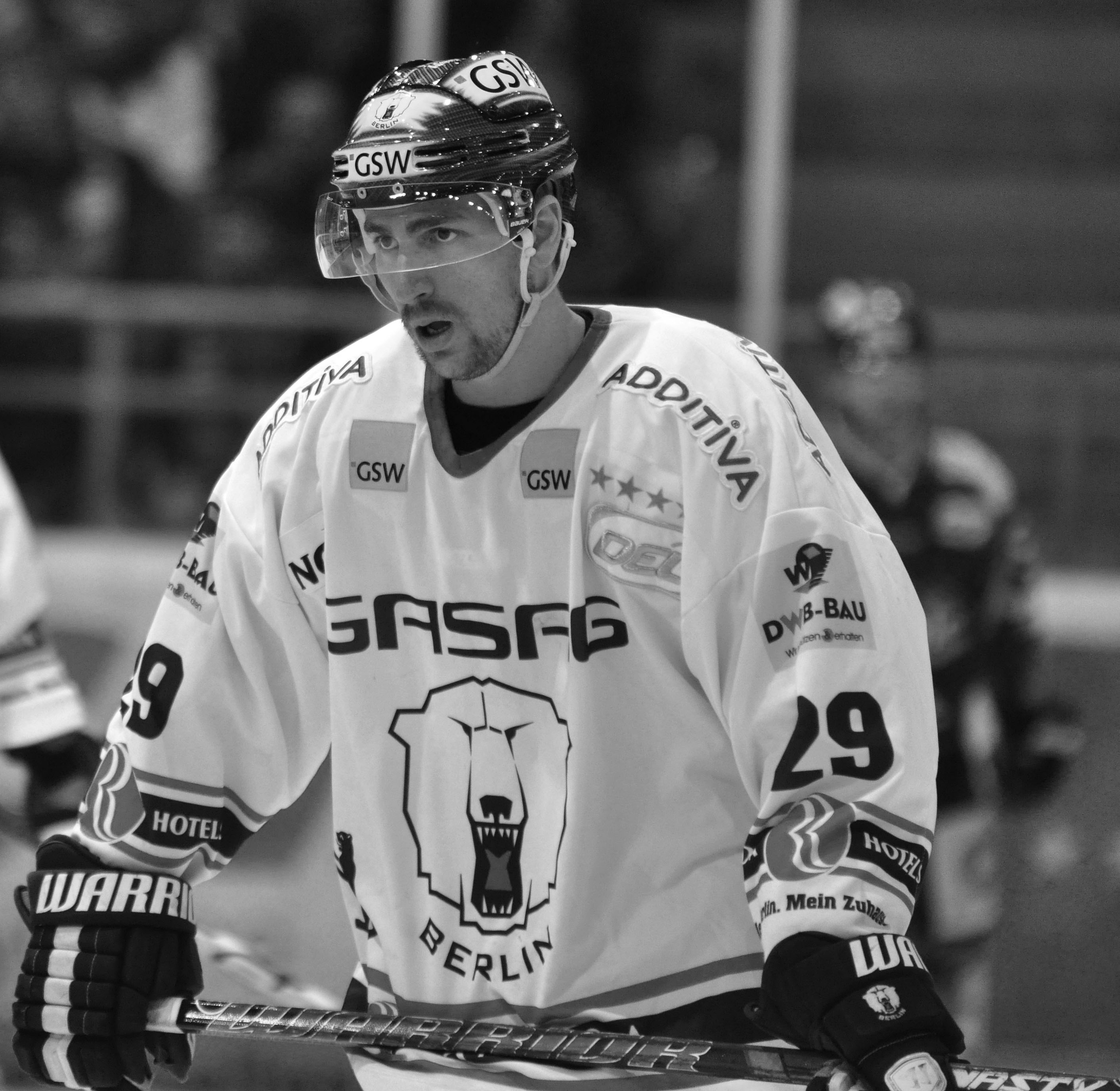
Jens Baxmann im Trikot der Eisbären Berlin.

Der in Schierke aufgewachsene Jens Baxmann (* 24. März 1985 in Wernigerode) begann beim ESV Schierke mit dem Eishockey und spielte dort bis ins Schüleralter, danach wechselte er in den Nachwuchsbereich des Braunlager EHC/Harz. Seine ersten Einsätze im Seniorenbereich hatte er für den Braunlager SC/Harz, für den er als 15-Jähriger in der Saison 2000/01 in der sechstklassigen Niedersachsenliga neun Spiele absolvierte. In seiner Karriere war Jens Baxmann zwischen 2000 und 2022 für den Braunlager SC/Harz, Eisbären Berlin, Iserlohn Roosters und Lausitzer Füchse auf der Position des Verteidigers aktiv. In 18 DEL-Jahren bestritt er 790 reguläre Saisonspiele und 149 Play-Off-Spiele für die Eisbären Berlin und die Iserlohn Roosters. Zu seinen Erfolgen zählen sieben deutsche Meisterschaften mit den Eisbären Berlin, zwei WM-Teilnahmen sowie 39 Länderspiele für die deutsche Eishockeynationalmannschaft.

### Hans-Jürgen Berke
Hans-Jürgen „Charly“ Berke (* 1948 in Ilsenburg) begann bei der BSG Stahl Ilsenburg mit dem Eishockeyspielen. Aufgrund einer Gastspielgenehmigung für die Sektion Eishockey in Schierke, die im Sportausweis der BSG Stahl vermerkt war, durfte er am Spielbetrieb beider Vereine teilnehmen. Berke spielte in den 1960er- und 1970er-Jahren in einer Sturmreihe mit Klaus „Mucki“ Walter und Reinhardt „Tussi“ Lissel für das Eishockeyteam der SG Dynamo Schierke, das damals in der zweitklassigen Gruppenliga antrat. Nach dem Leistungssportbeschluss in der DDR 1970 wurden für rund 20 Jahre nur noch vereinzelte Freundschaftsspiele ausgetragen. Nach der Wende 1990 stieg der ESV Schierke wieder in den Spielbetrieb ein und trat in der Landesliga Niedersachsen an. Der Schierker Trainer Bernd Riemenschneider konnte neben Routinier Berke auch Reinhardt Lissel reaktivieren, um der jungen, aus vielen Nachwuchsspielern zusammengesetzten Mannschaft, Stabilität zu geben. Berke und Lissel bildeten somit als Spieler die Brücke zwischen den Ligamannschaften der SG Dynamo Schierke der 1960er-Jahre und dem ESV Schierke der 1990er-Jahre. Nach der ersten lehrreichen Saison 1990/91 in der Landesliga Niedersachsen wurden die Schierker in der Folgesaison 1991/92 Meister der Landesliga. Im letzten Saisonspiel gegen Bremen schoss der 44-Jährige Charly Berke das psychologisch wichtige 1:0, am Ende hieß es 9:2. Die Spieler des ESV Schierke im Alter von 19 bis 44 Jahren ließen sich von den 400 Fans für die Meisterschaft feiern. Hans-Jürgen Berke war für die BSG Stahl Ilsenburg auch im Fußball aktiv, mit der er 1968 in die drittklassige Bezirksliga Magdeburg aufstieg.

### Bernd Busch
Bernd Busch (* 1954; † 2014) war ein Braunlager Eishockeyspieler, Betreuer sowie Trainer. Als Spieler lief er zwischen 1975 und 1987 für die Braunlager Teams WSV Braunlage, WSV/EC Braunlage, EC Braunlage und EC Braunlage 1b in der Regionalliga Nord, Oberliga Nord und 2. Bundesliga Nord auf. In der Saison 1980/81 stand er für einige Spiele im Kader der ESG Kassel. Nach seiner aktiven Karriere war er Trainer im Nachwuchsbereich und bei den Eishockeyfrauen des WSV Braunlage. Später war er Trainer des Hobbyteams der Braunlager Luchse. Bernd Busch ist der Vater von Franziska Busch.

### Franziska Busch
Die in Braunlage aufgewachsene Franziska Busch (* 1985 in Seesen) spielte zwischen 1998 und 2016 für den WSV Braunlage, EHC Wolfsburg, OSC Berlin und ECDC Memmingen. Als Erfolge konnte sie zwei deutsche Meisterschaften mit dem OSC Berlin, drei DEB-Pokalsiege mit dem WSV Braunlage, OSC Berlin und ECDC Memmingen, sechs WM- und zwei Olympiateilnahmen sowie 225 Länderspiele für die deutsche Eishockeynationalmannschaft verzeichnen. Ab 2016 arbeitete sie als Nachwuchstrainerin bei den Harzer Falken und war ab 2017 zudem Assistenztrainerin bei der Nationalmannschaft der U18-Frauen. Zeitweise unterstützte sie auch die Frauennationalmannschaft als Co-Trainerin. Im November 2018 wurde sie zunächst temporär zur Cheftrainerin der U18-Frauen-Nationalmannschaft befördert und wurde im Juni 2019 hauptamtliche Cheftrainerin der weiblichen U18-Auswahl. Franziska Busch ist die Tochter von Bernd Busch.

### Rudolf Fuchs
Rudolf „Rudi“ Fuchs (* 1934; † 2011) war mehr als 20 Jahre lang für den WSV Braunlage aktiv und machte als Spieler den Übergang vom Eisteich in den 1950er-Jahren zum Eisstadion in den 1970er-Jahren mit. Er gehörte mit zu den prägenden einheimischen Spielern dieser Ära. Bereits 1953 ging er in der Landesliga Niedersachsen für den WSV Braunlage aufs Eis, in den 1960er-Jahren spielte er mit dem WSV in der Gruppenliga und in den 1970er-Jahren in der Regionalliga und Oberliga Nord. Neben dem Eishockey war Rudi Fuchs auch im Skisport und im Fußball aktiv. Er nahm im März 1962 im bayerischen Reit im Winkl an den Deutschen Nordischen Skimeisterschaften im Skilanglauf an mehreren Wettbewerben teil und belegte in der 4 × 10-km-Vereinsstaffel mit dem WSV Braunlage den 3. Platz. Mit dem SV Braunlage errang er 1962 die Meisterschaft der Fußball-Kreisklasse und stieg in die Bezirksklasse Nordharz auf.

### Matthias Kolodziejczak
Matthias „Kollo“ Kolodziejczak (* 21. März 1962 in Braunlage) begann im Alter von zehn Jahren beim WSV Braunlage mit dem Eishockeyspielen. Ab 1979 spielte er im Seniorenteam des WSV in der Oberliga Nord. Dort lief er zunächst unter falschem Pass als „Matt Zdunek“ auf, weil er als damals 17-Jähriger noch nicht einsatzberechtigt war. Im Team entwickelte er sich schnell zum Führungsspieler und wurde bereits mit 19 Jahren Kapitän des WSV. Zu seinen Markenzeichen gehörte neben dem langen Haarschopf das auf die Hose geklebte „C“ für Kapitän, weil das Isolierband dort besser hielt als auf dem Trikot. Mit dem EC im WSV Braunlage stieg er in die 2. Eishockey-Bundesliga Nord auf und wechselte nach der Saison 1984/85 vom EC Braunlage zum Ligarivalen ESG Kassel. Von 1985 bis 1991 (mit einem Abstecher von 20 Spielen nach Nürnberg), sowie in der Saison 2010/11 spielte er im Team der ESG, des EC Kassel sowie der Kassel Huskies. Auch in Kassel avancierte er zum Publikumsliebling und absolvierte als nimmermüder Arbeiter auf dem Eis insgesamt 291 Spiele für Kasseler Mannschaften. Er war Kapitän und führte nach dem DEL-Lizenzentzug 2010/11 die von Milan Mokroš betreute Mannschaft als Kapitän in der Hessenliga. Dort steuerte er als Endvierziger sieben Tore und 23 Vorlagen zur Meisterschaft bei. Nach dem Ende seiner Spielerkarriere wurde das Trikot mit seiner Nummer 14 in Kassel nicht mehr vergeben und hängt als Banner in der Eissporthalle Kassel. Bei seinen Einsätzen für Braunlage, Kassel und Nürnberg kam er auf insgesamt 500 Spiele, 165 Tore und 208 Vorlagen. Nach seiner aktiven Laufbahn war er bei den Kassel Huskies Co-Trainer der Profis, Trainer der 1b-Mannschaft, Jugendtrainer und später auch Vorsitzender der Eishockey Jugend Kassel. Obwohl mittlerweile in Kassel beheimatet, ist Matthias Kolodziejczak untrennbar ein Teil der Harzer Eishockeygeschichte und nach wie vor besteht der Kontakt nach Braunlage.

### Robert Langer
Robert Langer (* 1931) spielte ab der Saison 1950/51 für das Seniorenteam des WSV Braunlage und prägte das Braunlager Eishockey 30 Jahre lang als aktiver Spieler. Er machte die Entwicklung vom Natureis-Spielbetrieb bis zum Kunsteisstadion am Wurmberg mit. Bis zur Saison 1979/80 spielte er für den WSV in der Landesliga Niedersachsen, Gruppenliga, Regionalliga Nord und Oberliga. Darüber hinaus war er in den 1950er- und 1960er-Jahren für den SV Braunlage im Fußball aktiv.

### Gerhard Müller
Gerhard Müller (* 15. August 1954 in Ballenstedt) begann bei der BSG Einheit Ballenstedt mit dem Eishockeysport, bevor er über Erfurt nach Berlin wechselte. Zwischen 1971 und 1983 spielte er als rechter Flügelstürmer für den SC Dynamo Berlin, mit dem er sieben Mal die DDR-Eishockeymeisterschaft gewann. Zwischen 1973 und 1983 bestritt er 192 Spiele für die Eishockeynationalmannschaft der DDR, in denen er 119 Scorerpunkte erzielte (75 Tore, 44 Vorlagen). Er nahm mit der DDR-Nationalmannschaft an zehn Weltmeisterschaften (A- und B-Weltmeisterschaften) teil. Nach seiner Karriere als Spieler war Gerhard Müller als Schiedsrichter aktiv. Für den ESV Schierke leitete er Spiele in der Oberliga, 2. Bundesliga und in der Deutschen Eishockey Liga. Ab 1990 war er IIHF-Hauptschiedsrichter und leitete bei den Olympischen Winterspielen 1998 im japanischen Nagano sechs Spiele. Beim Deutschen Eishockey-Bund war Müller von 2005 bis 2020 tätig, als Regelreferent, hauptamtlicher Ausbilder und stellvertretender Schiedsrichter-Obmann sowie als Leiter des Traineeprogramms für die Schiedsrichter-Nachwuchsausbildung. Er organisierte Lehrgänge des DEB und war für den Rechtsbereich und Regelfragen und deren Interpretation zuständig. Gerhard Müller ist Mitglied der Eishockey-Hall of Fame Deutschland.

### Bernd Riemenschneider
Bernd Riemenschneider (* 1947) wuchs in Schierke auf und spielte schon als Kind bei der SG Dynamo Schierke. Im Seniorenbereich spielte er auf der Position des Verteidigers mit der Rückennummer 4 mit Dynamo erfolgreich bis zur 2. Liga und später Gruppenliga. Nach dem Leistungssportbeschluss der DDR hatte Bernd Riemenschneider großen Anteil daran, dass die „Randsportart“ Eishockey im östlichen Teil des Harzes bis zum Fall der Mauer 1989 weiter betrieben wurde. Riemenschneider setzte sich Mitte der 1980er-Jahre für den Aufbau eines neuen Nachwuchsteams ein. Mit der Wende bot sich die Möglichkeit, dem Eishockeysport in Schierke wieder einen höheren Stellenwert zukommen zu lassen. Ansprechpartner fand Riemenschneider in Niedersachsen in Altenau und Braunlage. Aus den Nachwuchskräften und reaktivierten Routiniers aus den 1960er- und 1970er-Jahren stellte Riemenschneider ein Team von 25 Spielern zusammen, das am 18. Februar 1990 im Eisstadion in Altenau ein Freundschaftsspiel austrug und ab der Saison 1990/91 am Punktspielbetrieb des Niedersächsischen Eissport-Verbands teilnahm. Bernd Riemenschneider hat das Schierker Eishockey als Spieler, Trainer und Betreuer geprägt und war von 1976 bis 2023 insgesamt 47 Jahre lang Vorsitzender von Dynamo bzw. dem ESV Schierke.

### Klaus Simon
Klaus Simon (* 1940; † 2020) war bereits im Jahr 1954 als 14-Jähriger für die erste Mannschaft des WSV Braunlage, damals noch auf Natureis, aktiv. Ab 1972 lebte und arbeitete er in Berlin, wo er zunächst für den EHC Nord, die EG Wedding und den BFC Preussen aufs Eis ging. Ab 1980 spielte er als Verteidiger viele Jahre für F.A.S.S. Berlin und später für den Berliner Schlittschuh-Club. 1998 kehrte Klaus Simon in den Harz nach Braunlage zurück, wo er noch beim EHC Osterode spielte, ehe er 2016 nach rund 61 Jahren als aktiver Spieler und über 1.500 Pflichtspielen mit 75 Jahren seine Karriere beendete. Im Dezember 2009 erhielt Klaus Simon eine Bestätigung der Redaktion des Guinness Buch der Rekorde und eine Urkunde als weltältester Eishockeyspieler.

## Sonstiges
Das Harzer und insbesondere das Braunlager Eishockey wurden in zwei Hörspielen von Axel Zierer porträtiert. Dem ersten Hörspiel „WSV olé“ aus dem Jahr 1981 folgte im Jahr 2007 das Hörspiel „WSV zwo“. Die Hörspiele, die dem Genre der „Lokalposse“ zuzuordnen sind, greifen die Atmosphäre sowie Akteure der jeweiligen Braunlager Eishockey-Epochen auf und verweben diese zu einem fiktiven Handlungsstrang.
Im Frühjahr 2015 wurde die Sonderausstellung „Eishockey im Harz“ im Braunlager Heimatmuseum in Zusammenarbeit zwischen der Museumsgesellschaft e.V. Braunlage und dem EC Harzer Falken eröffnet. Die vom Vorsitzenden der Museumsgesellschaft Heinz-Jörg Fulst konzipierte und umgesetzte Ausstellung präsentierte zahlreiche Fotos, Plakate, Trikots und viele spezifische Utensilien. Als Begleitveröffentlichung zur Sonderausstellung verfasste Heinz-Jörg Fulst die Broschüre „Eishockey im Harz – Vom Eisteich zum Eisstadion“.